# Musée cantonal des Beaux-Arts de Lausanne
Das Musée cantonal des Beaux-Arts de Lausanne – MCBA, deutsch: Kantonales Museum der schönen Künste Lausanne, ist ein Kunstmuseum im Schweizer Kanton Waadt. Es wurde 1841 gegründet und befindet sich seit 2019 auf dem Areal der ehemaligen Lokomotivhallen, genannt Plateforme 10, beim Bahnhof des Kantonshauptorts Lausanne am Genfersee. Das von der Fondation du MCBA, deutsch: Stiftung für das MCBA, getragene Museum wird mit Subventionen des Kantons Waadt betrieben und von der Gesellschaft Association des Amis du Musée unterstützt.
Mit der Schenkung von 17 Skulpturen des Bildhauers Alberto Giacometti als Dauerleihgabe 2025 besitzt das Museum in der Westschweiz die bedeutendste Sammlung des Künstlers.

## Geschichte
1808 schlug der Waadtländer Aquarellist Abraham-Louis-Rodolphe Ducros die Schaffung einer Zeichenschule in Lausanne vor. Er stellte als Anschauungsmaterial für den Unterricht aus seiner privaten Sammlung italienische Werke des 17. und des 18. Jahrhunderts und auch eigene Aquarelle zur Verfügung. Ducros starb, ohne dass sein Vorschlag verwirklicht worden wäre. Seine Sammlung wurde 1816 vom Kanton erworben und bildete den ersten Grundstock der Kunstsammlung in Lausanne.

### Erstes Domizil Musée Arlaud
Der Maler Marc-Louis Arlaud gründete ein «Musée vaudois des Beaux-Arts», eines der ältesten seiner Art in der Schweiz, das seinen Namen trug. Beim Place de la Riponne liess er es vom Architekten Louis Wenger bauen. Das 1841 eröffnete Museum beherbergte die kantonale Kunstsammlung bis 1904.

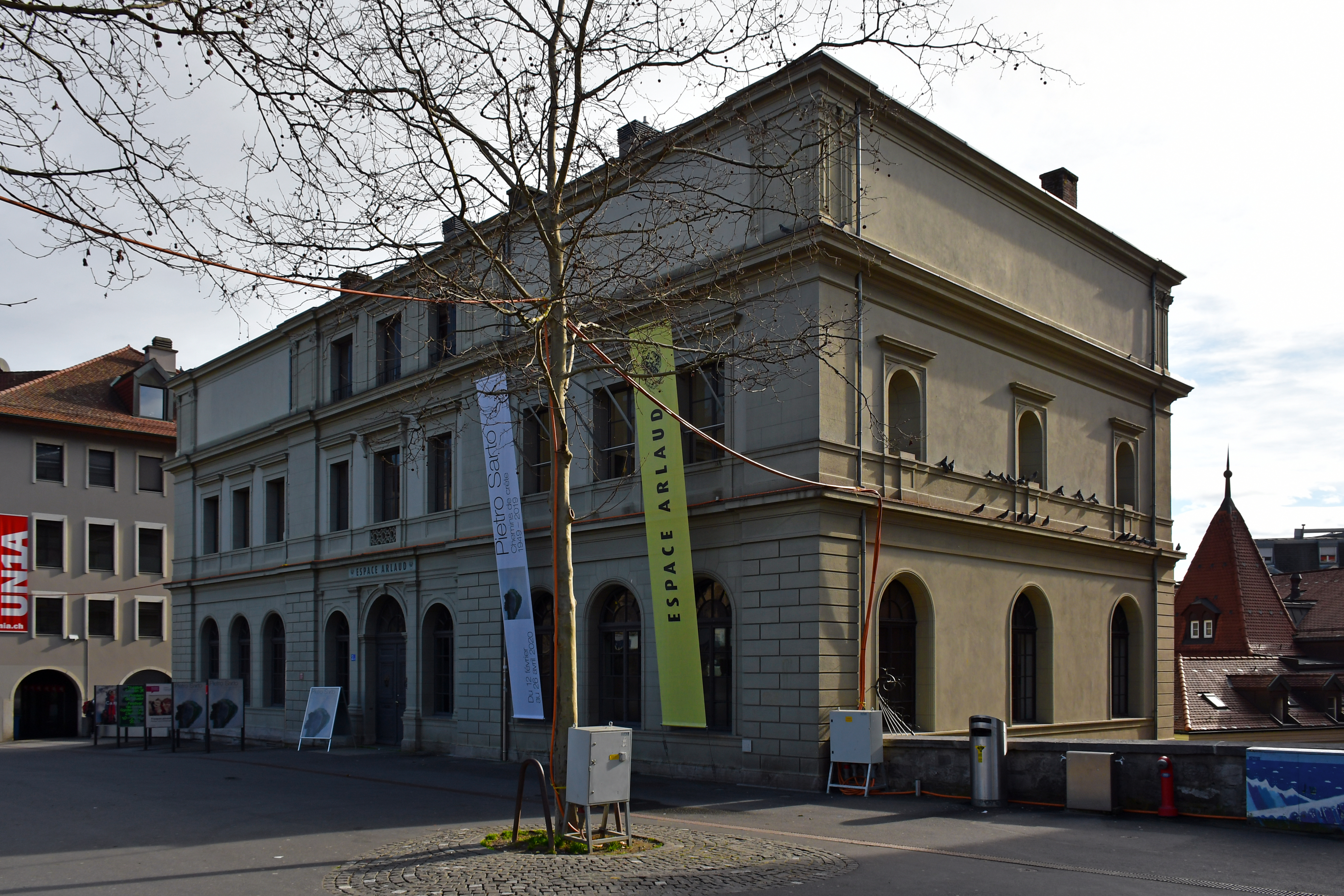
Ehemaliges Musée Arlaud, jetzt Espace Arlaud, Place de la Riponne, Lausanne

### Zweites Domizil Palais de Rumine
Im 20. Jahrhundert befand sich das kantonale Kunstmuseum im Palais de Rumine, das der Kanton Waadt dank einem Legat von Gabriel de Rumine im Stil der Florentiner Renaissance bauen konnte, um darin die Universität Lausanne unterzubringen. Das Gebäude entstand nach Plänen des Architekten Gaspard André und wurde am 17. Juli 1906 eingeweiht.

Palais de Rumine, ehemaliges Domizil des Museums
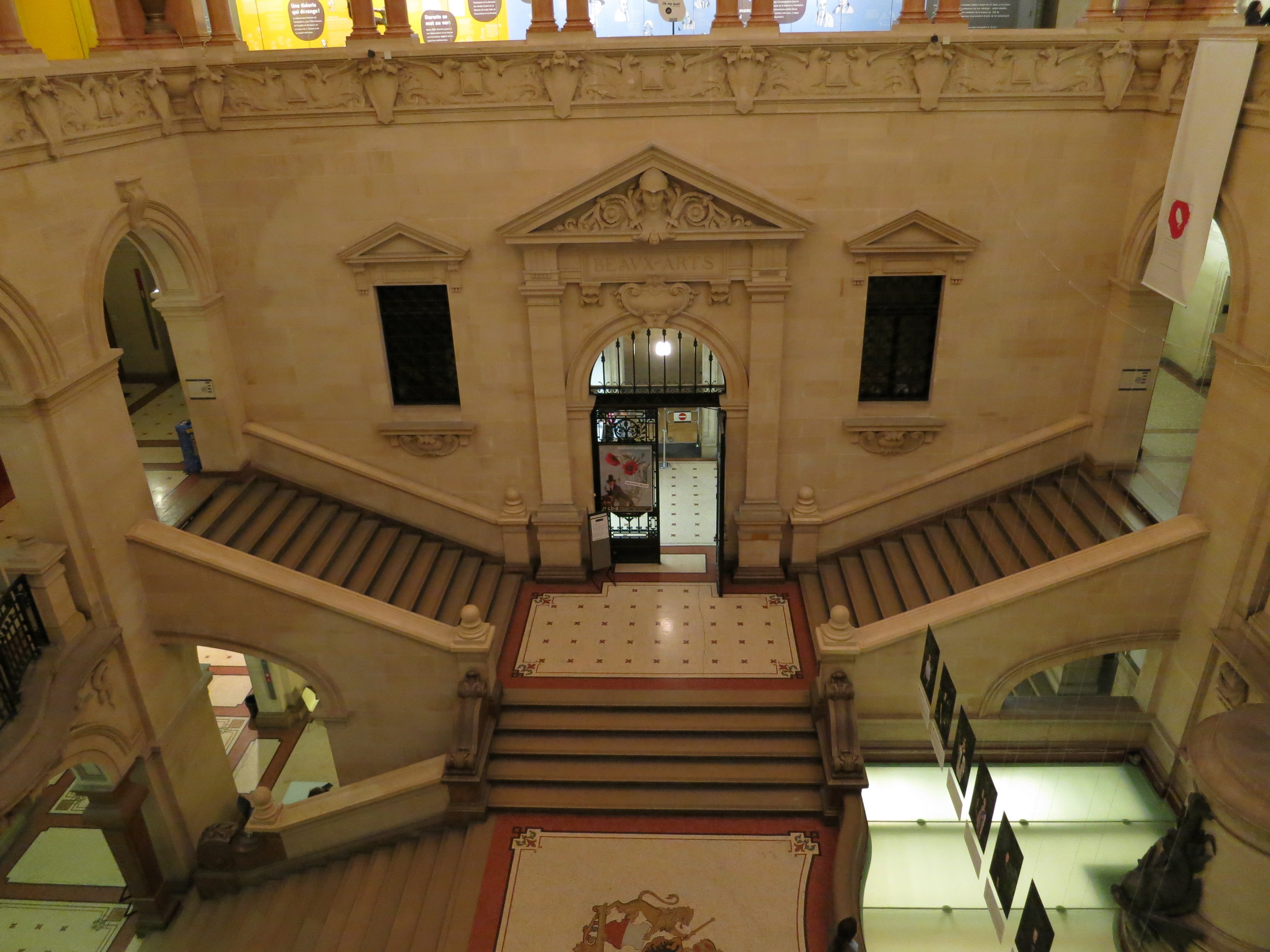
Innenansicht
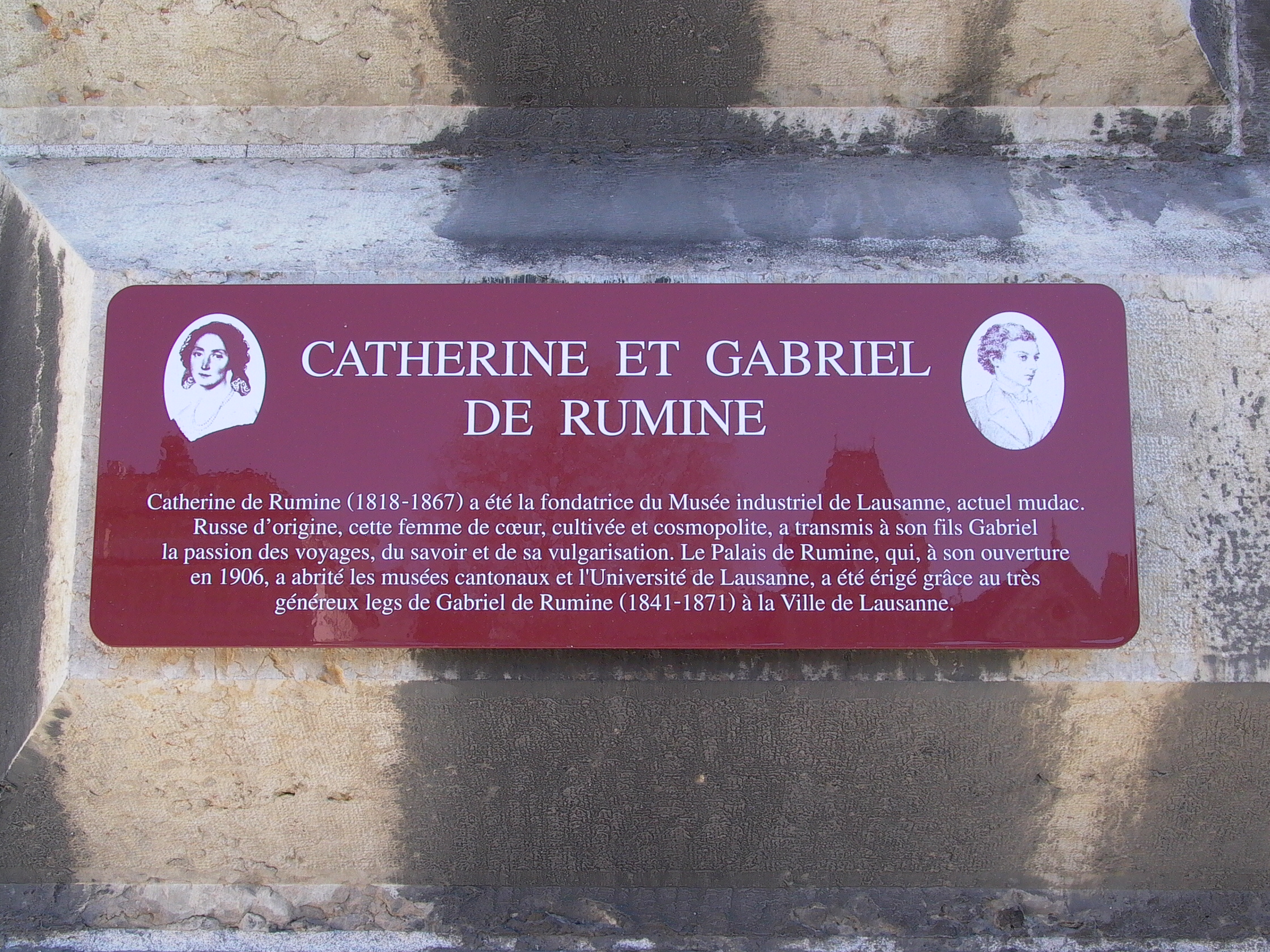
Gedenktafel am Palais de Rumine für Catherine de Rumine (1818–1867) und ihren Sohn Gabriel de Rumine (1841–1871)

### Drittes Domizil MCBA im Kunstquartier Plateforme10

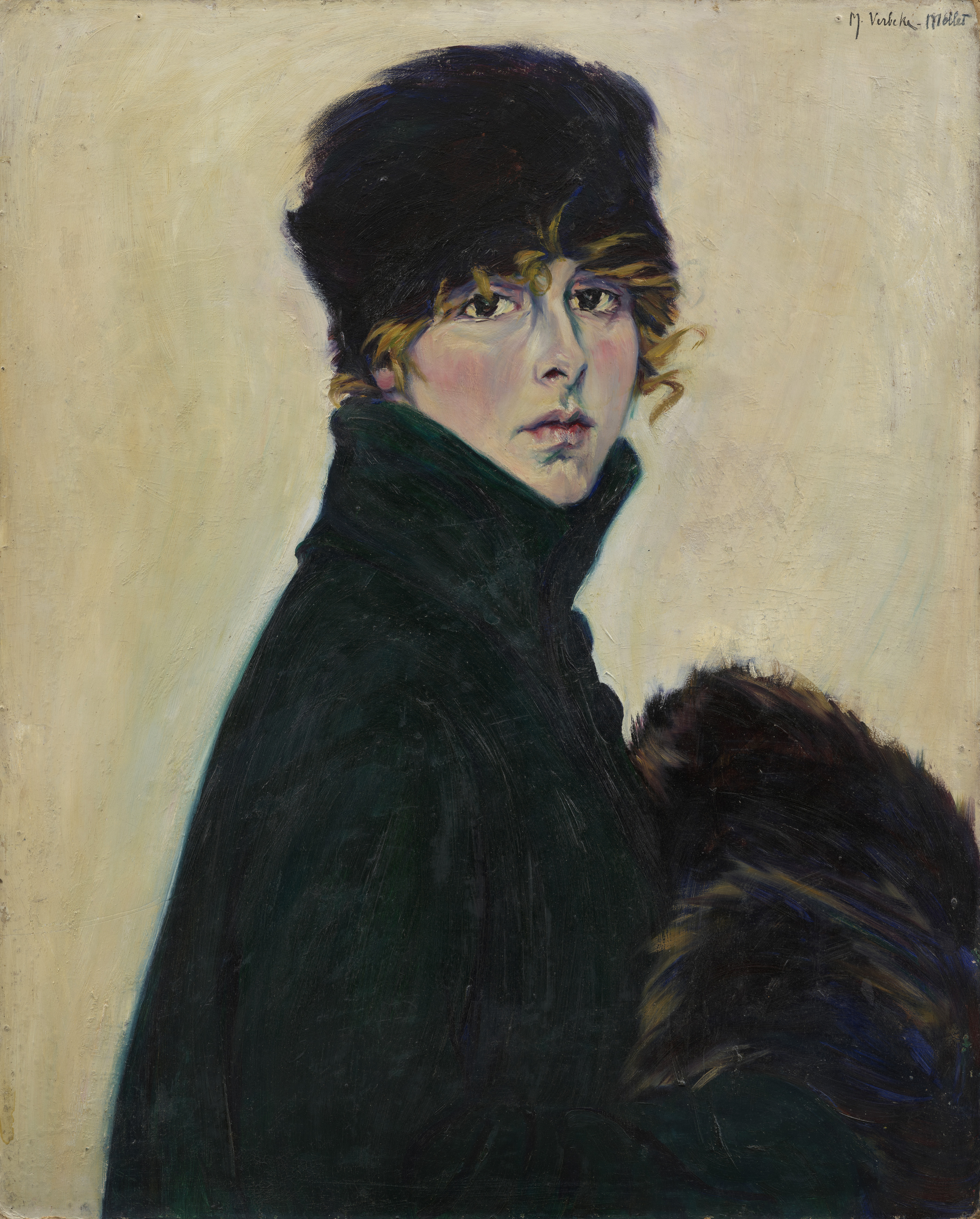
Marguerite Verbeke-Mellet, Selbstporträt, 1919

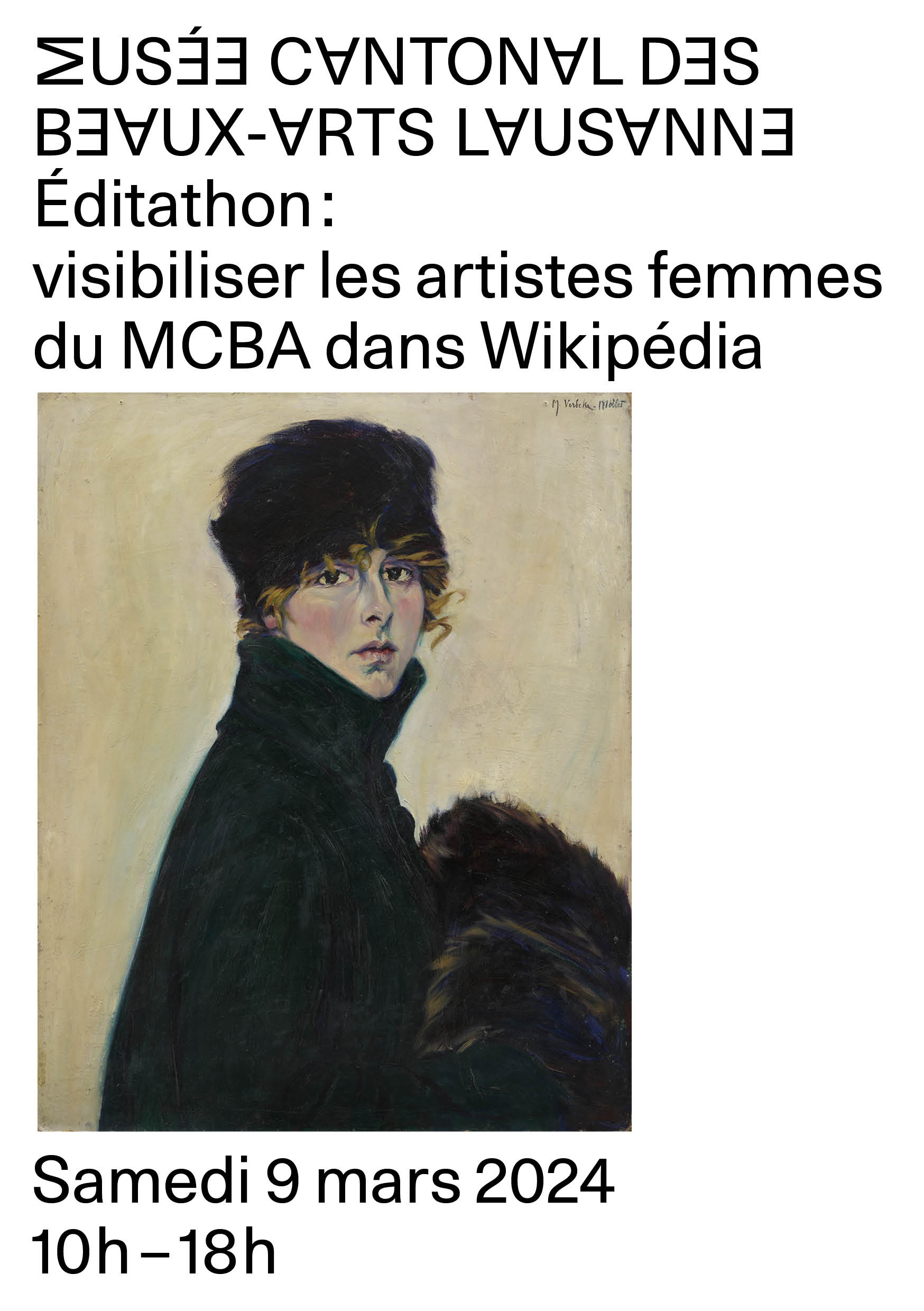
Flyer Edit-a-thon, 8. März 2024, Marguerite Verbeke-Mellet, Selbstporträt, 1919

Am 30. November 2008 lehnte das waadtländische Stimmvolk den Kredit für den Neubau eines Kunstmuseums im Quartier Bellerive in Lausanne ab. Am 30. September 2009 wählte der Staatsrat für das neue Museum einen andern Standort in der Nähe des Bahnhofs Lausanne. Aus einem internationalen Architekturwettbewerb ging 2011 das Projekt des Büros Estudio Barozzi Veiga in Barcelona siegreich hervor, welches die Erhaltung der grossen Lokomotivhalle als Teil des neuen Bauwerks vorschlug. Das Areal um das ehemalige Lokomotivdepot wurde unter der Bezeichnung Plateforme 10 zu einem modernen Standort für Institutionen der visuellen Kunst, wohin neben dem MCBA 2019 auch das mudac und das Photo Elysée, vormals Musée de l’Elysée, 2022 in einen Bau von Aires Mateus gezogen sind. Im Jahr 2018 schloss das Museum seine Ausstellungsräume im Palais de Rumine. Im Mai 2016 fand die Grundsteinlegung für das neue Kunstmuseum beim Bahnhof statt. Im Oktober 2019 wurde das MCBA mit einer mehrtägigen Feier am neuen Standort unmittelbar neben den Gleisen der Bahnstrecke Lausanne–Genf wieder eröffnet. Im neuen Museumsgebäude kann das MCBA nun auch grosse Teile seiner Sammlungen ausstellen, die vorher wegen Platzmangels im Palais de Rumine für lange Zeit im kantonalen Kulturgüterschutzdepot in Lucens eingelagert gewesen waren.

#### Architektur
Der dreigeschossige Monumentalbau ist 145 Meter lang, 22 Meter hoch, 21 Meter tief und am südlichen Parzellenrand der Plattforme 10 gesetzt. Die südliche Front auf der Gleisseite wird durch einen Annex, einem Überrest des ehemaligen Eisenbahndepots akzentuiert. An der Ostfassade zeichnet eine Umrisslinie die Form des ehemaligen Depots nach, im Norden strukturieren Lamellen die Fassade.

Nordseite des MCBA Plateforme 10
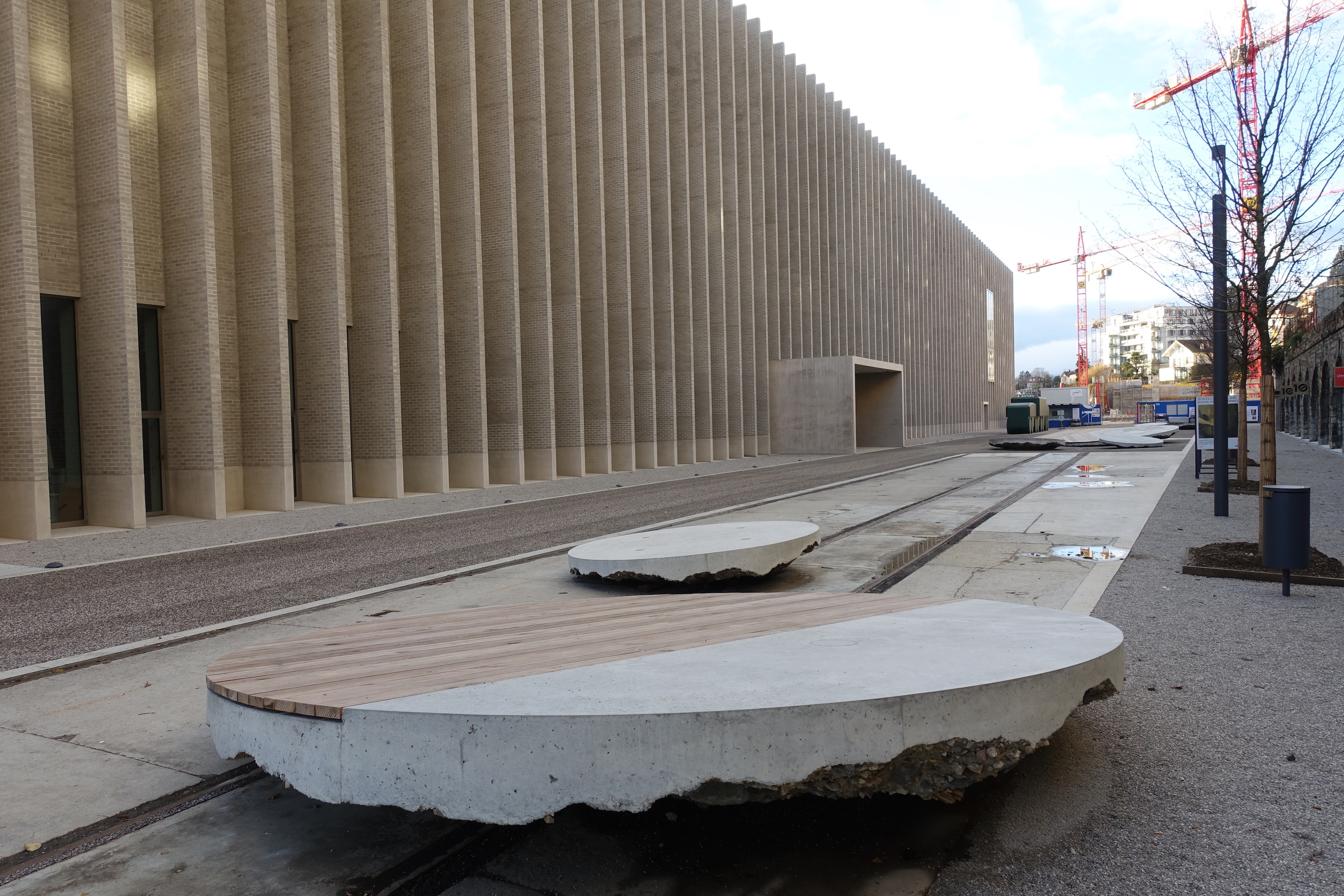
Nordfassade
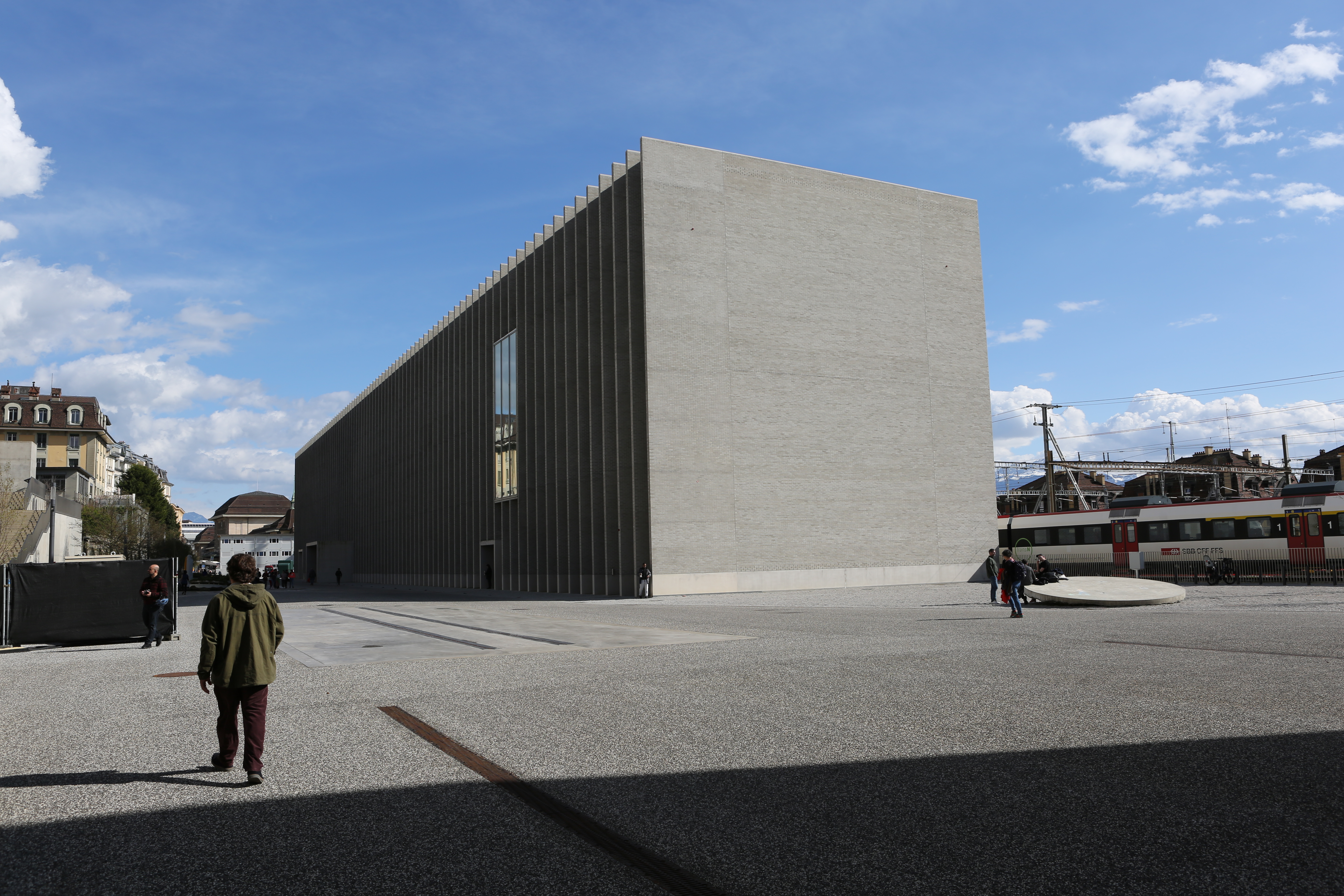
Nordseite vom Eingang des mudac und Photo Elysée aus gesehen
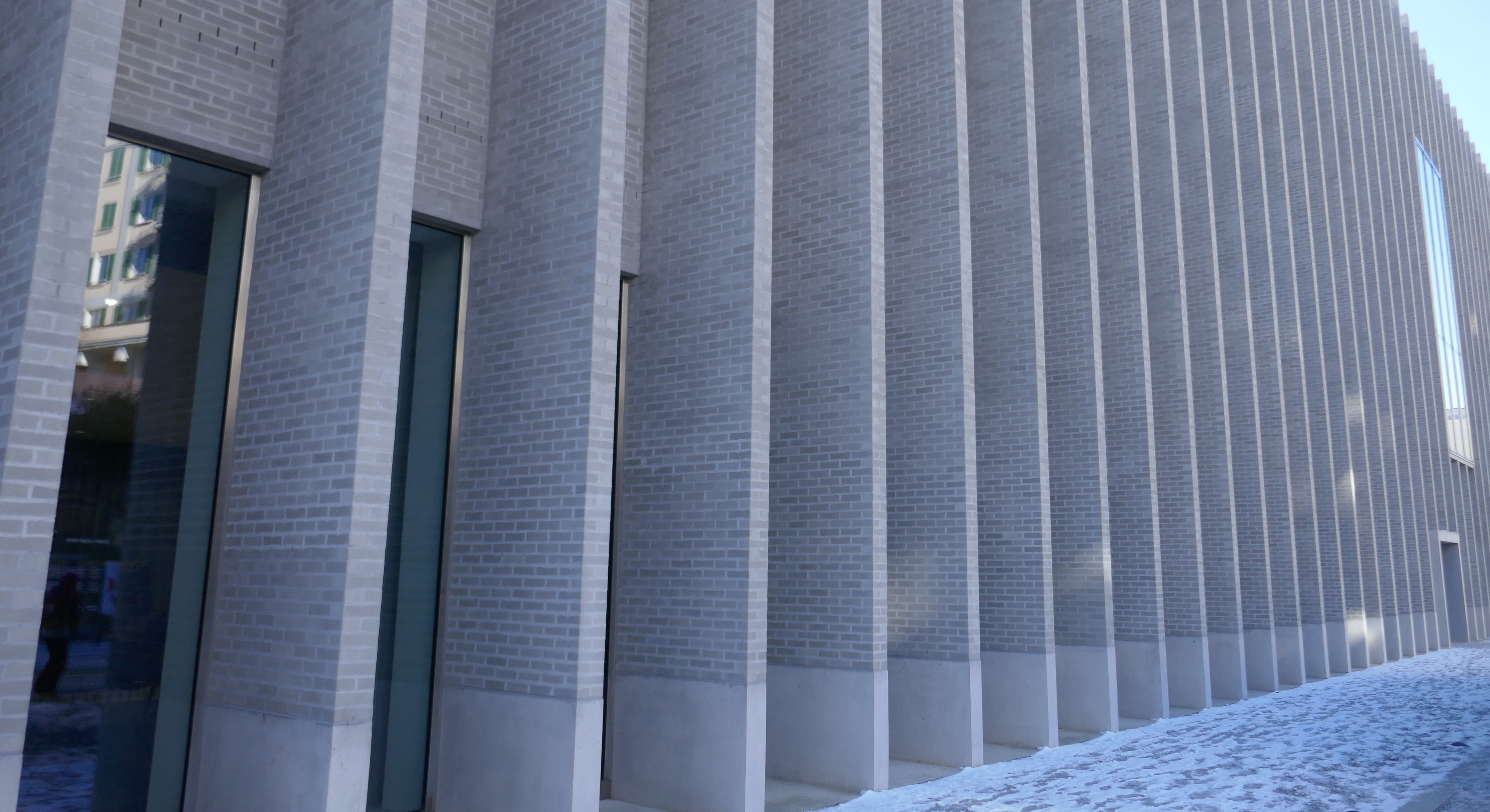
Detail Lamellenfassade der Nordseite

### Kunst im öffentlichen Raum

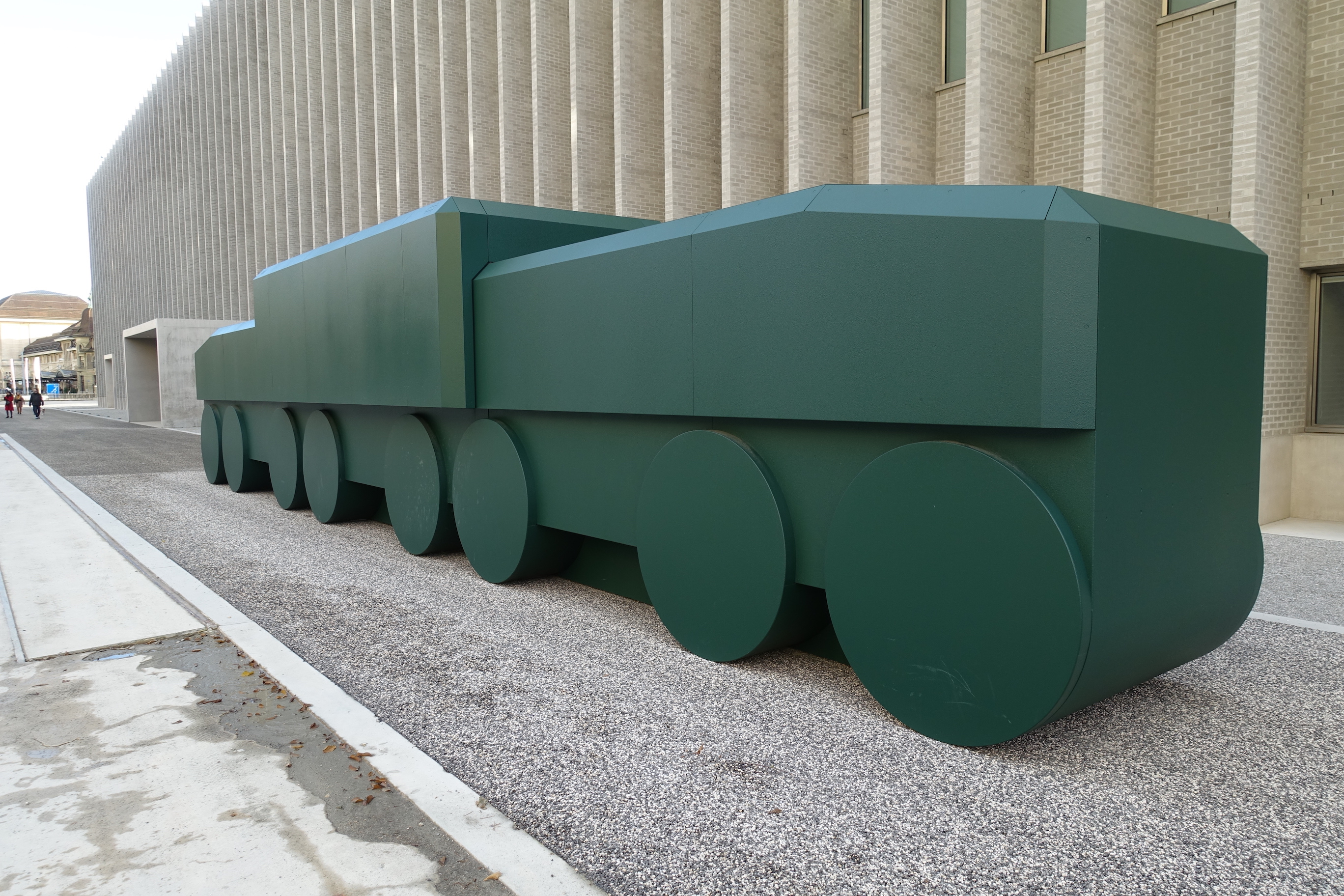
La Crocodile, bemalte Metallskulptur von Xavier Veilhan und Olivier Mosset vor dem MCBA als Reminiszenz an das ehemalige Lokomotivdepot

Am 1. Oktober 2019 wurde das monumentale Kunstwerk La Crocodile auf dem Platz vor dem Gebäude eingeweiht. Das tannengrün bemalte Metallobjekt der Künstler Xavier Veilhan und Olivier Mosset ist das Ergebnis eines Kunstwettbewerbs im Rahmen des Projekts Plateform 10. Es entspricht in seinen Dimensionen der Form der legendären, 17 Meter langen SBB-Elektrolokomotive Ce 6/ «Krokodil» und erinnert an die Eisenbahngeschichte des Ortes.

## Stiftung öffentlichen Rechts
2014 wurde ein Gesetz ausgearbeitet, das 2018 in Kraft trat. Die Institution erhielt eine neue Rechtsform, nämlich die der Fondation du Musée cantonal des Beaux-Arts de droit public, einer Stiftung des öffentlichen Rechts mit Sitz in Lausanne. Sie ist für die Nutzung, Entwicklung, Organisation und Verwaltung des Museums zuständig.
Mit Inkrafttreten des Gesetzes übertrug der Staat der Stiftung die Nutzung der beweglichen Kulturgüter, einschliesslich der damit verbundenen geistigen Eigentumsrechte, die vom Museum verwaltet oder erworben worden waren.

## Sammlungen

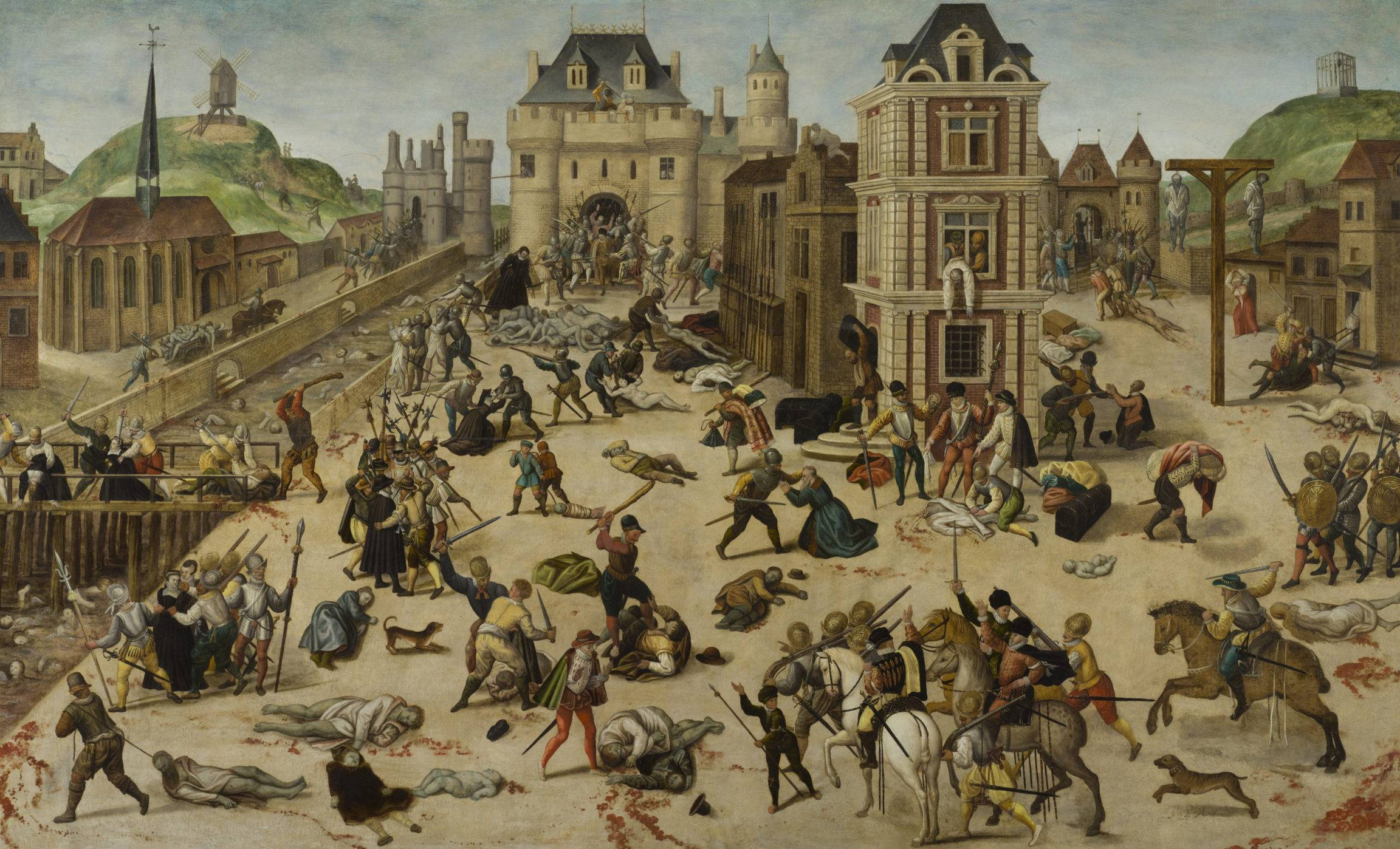
François Dubois (1529–1584): «Bartholomäusnacht», Öl auf Holz. Sammlung MCBA seit 1862

Im Jahr 2021 beherbergte das Museum mehr als 10'000 Werke. Die Sammlungen entstanden durch Ankäufe, aber auch durch Spenden und langfristige Leihgaben sowie dauerhafte Deposita kantonaler und nationaler Organisationen, darunter der Société Vaudoise des Beaux-Arts, der Association du Musée des arts et sciences de Sainte-Croix, der Gottfried Keller-Stiftung und der Schweizerischen Eidgenossenschaft. Privater Initiative sind nicht nur die Gründung des Museums 1841, sondern auch die regelmässige Erweiterung seiner Sammlungen und die Öffnung für internationale Kunst durch Vermächtnisse und grössere Schenkungen zu verdanken. Ein Teil der Sammlungen des Museums gibt einen Überblick über die Geschichte der allgemeinen Kunst aus dem Alten Ägypten.

### Werke aus der zweiten Hälfte des 18. und des 19. Jahrhunderts
Die wichtigsten Werke stammen aus der zweiten Hälfte des achtzehnten Jahrhunderts bis zum Post-Impressionismus, mit herausragenden Werken des Kubismus und waadtländischer abstrakter Kunst.

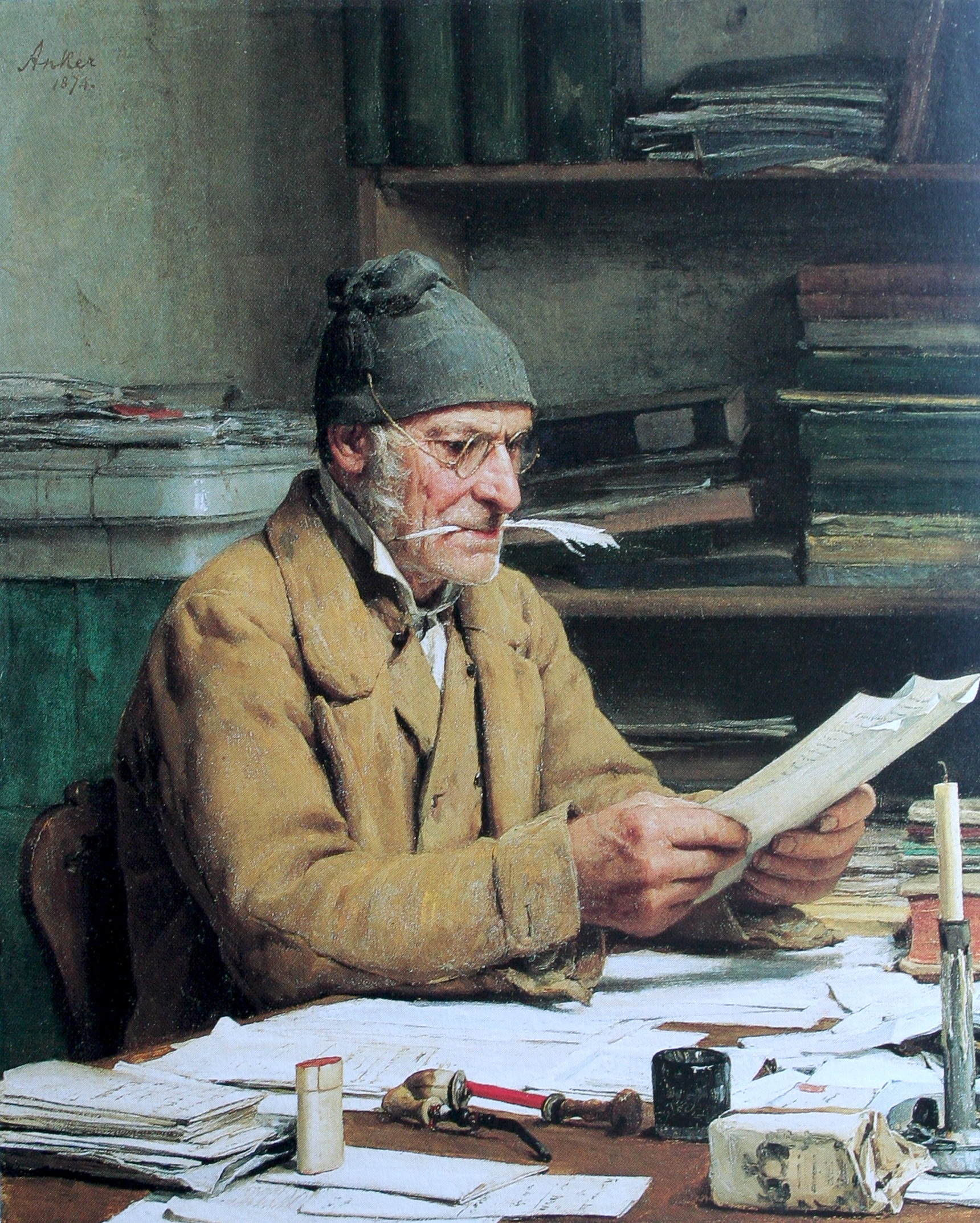
Albert Anker: Le secrétaire de commune, deutsch: Der Gemeindeschreiber, 1875, erste von vier Kopien nach dem Original vom Künstler selber angefertigt, Erwerb mit Unterstützung von Alfred Brandenburg, 1908, Inventar-Nummer 692
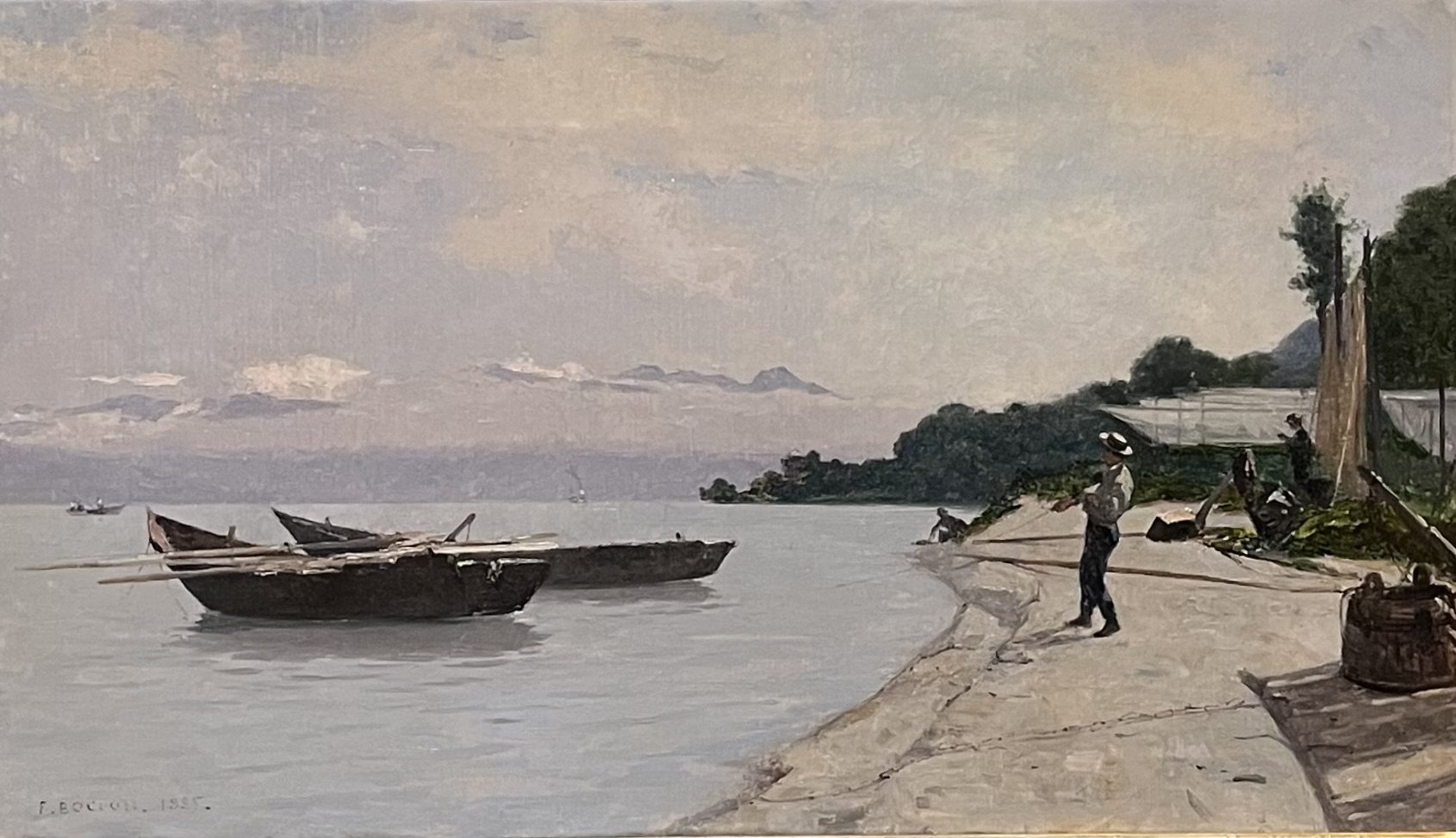
François Bocion: Lac et pêcheurs, 1885
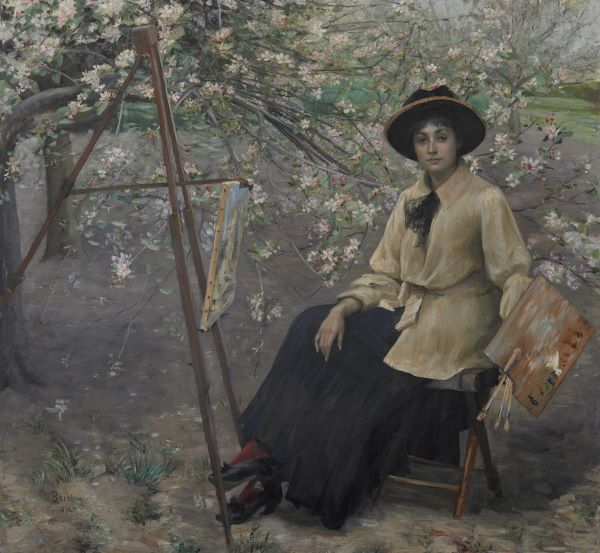
Louise Breslau: Portrait de Mlle Julie Feurgard (sous les pommiers), 1886

Die Bedeutung des Museums, sowohl auf nationaler wie auf internationaler Ebene, beruht auf den fünf wichtigsten Sammlungsbeständen mit Werken von Abraham-Louis-Rodolphe Ducros (1748–1810), Charles Gleyre (1806–1874), Théophile-Alexandre Steinlen (1859–1923), Félix Vallotton (1865–1925) und Louis Soutter (1871–1942).

### Werke zeitgenössischer Kunst
Die Sammlungen moderner und zeitgenössischer Kunst enthalten Hauptwerke des Tachismus, des abstrakten Expressionismus, der informellen Kunst und des Neuen Realismus. Dazu gehören Arbeiten von Künstlern wie Marcel Broodthaers, Geula Dagan, Rolf Iseli, Tadeusz Kantor, Charles Roller, Daniel Spoerri und Maria Helena Vieira da Silva. Die expressive bildende Kunst ist mit Werken von Günther Brus, Luciano Castelli, Miriam Cahn, Martin Disler, Leiko Ikemura François Jousselin, Arnulf Rainer, Jean Revol, Klaudia Schifferle, Jean-Frédéric Schnyder und anderen vertreten.

### Werke internationaler Künstler
In den Jahren 1990–2010 konzentrierte sich das Museum auf den Erwerb bedeutender Werke von internationalen Künstlern wie Christian Boltanski, Tom Burr, Sophie Calle, Alfredo Jaar, Nalini Malani, Bruce Nauman, Jim Shaw. Dazu kamen neuere waadtländische Künstler wie Jean-Luc Manz, Alain Huck, Fabrice Gygi, Silvie Defraoui, Philippe Decrauzat, Didier Rittener, Denis Savary, Annaïk Lou Pitteloud und Anne-Julie Raccoursier.

### Fondation Félix Vallotton
Die von Yves Noël präsidierte Fondation Félix Vallotton wurde 1998 gegründet und widmet sich dem Leben und Werk des Schweizer Malers, Kupferstechers, Illustrators, Zeichners, Schriftstellers und Kunstkritikers Félix Vallotton. Sie beherbergt das Archiv des Künstlers, das im Gebäude des Museums untergebracht ist.

### 17 Skulpturen von Alberto Giacometti als Schenkung
Im Mai 2025 war zu erfahren, dass das Museum von einer privaten Sammlung, die anonym bleiben möchte, 17 Skulpturen von Alberto Giacometti erhielt. Mit dieser Schenkung wird das MCBA Lausanne zur öffentlichen Institution in der Westschweiz, welche die bedeutendste Skulpturensammlung des Bündner Bildhauers bewahrt, darunter die bekannten Werke Die Frau von Venedig V, (1956) und Die grosse Frau III, (1960).

Werke von Abraham-Louis-Rodolphe Ducros
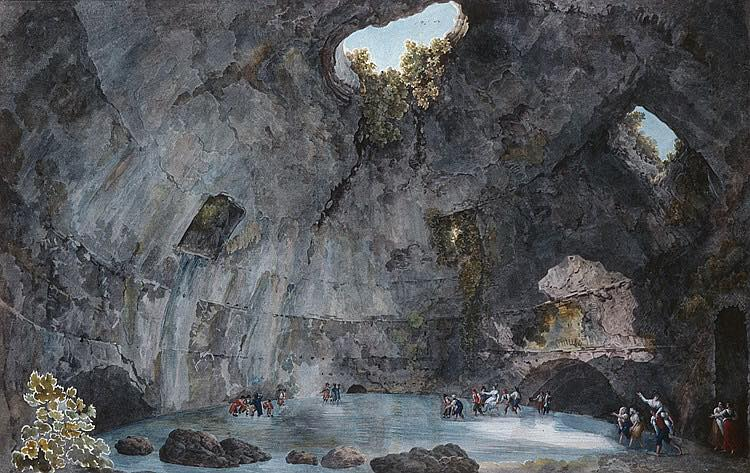
Baia, interno del cosiddetto Tempio di Mercurio, 1794
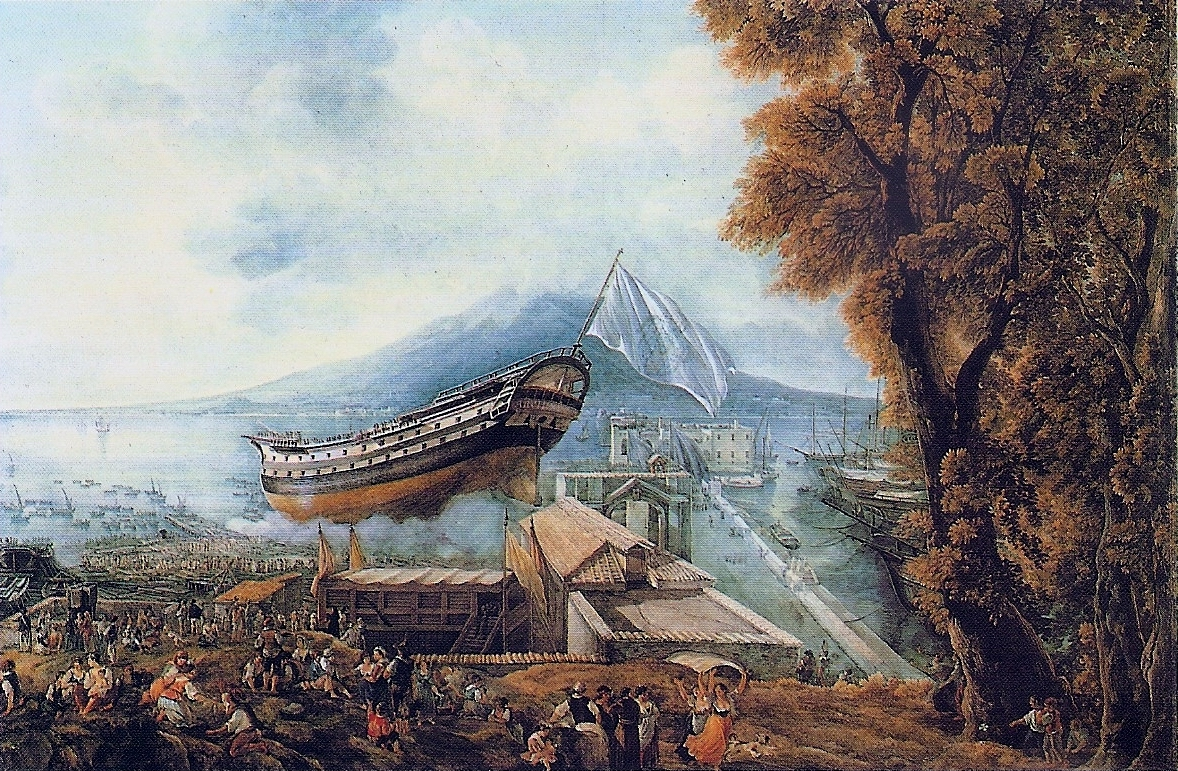
Varo del vascello Archimede, 1795
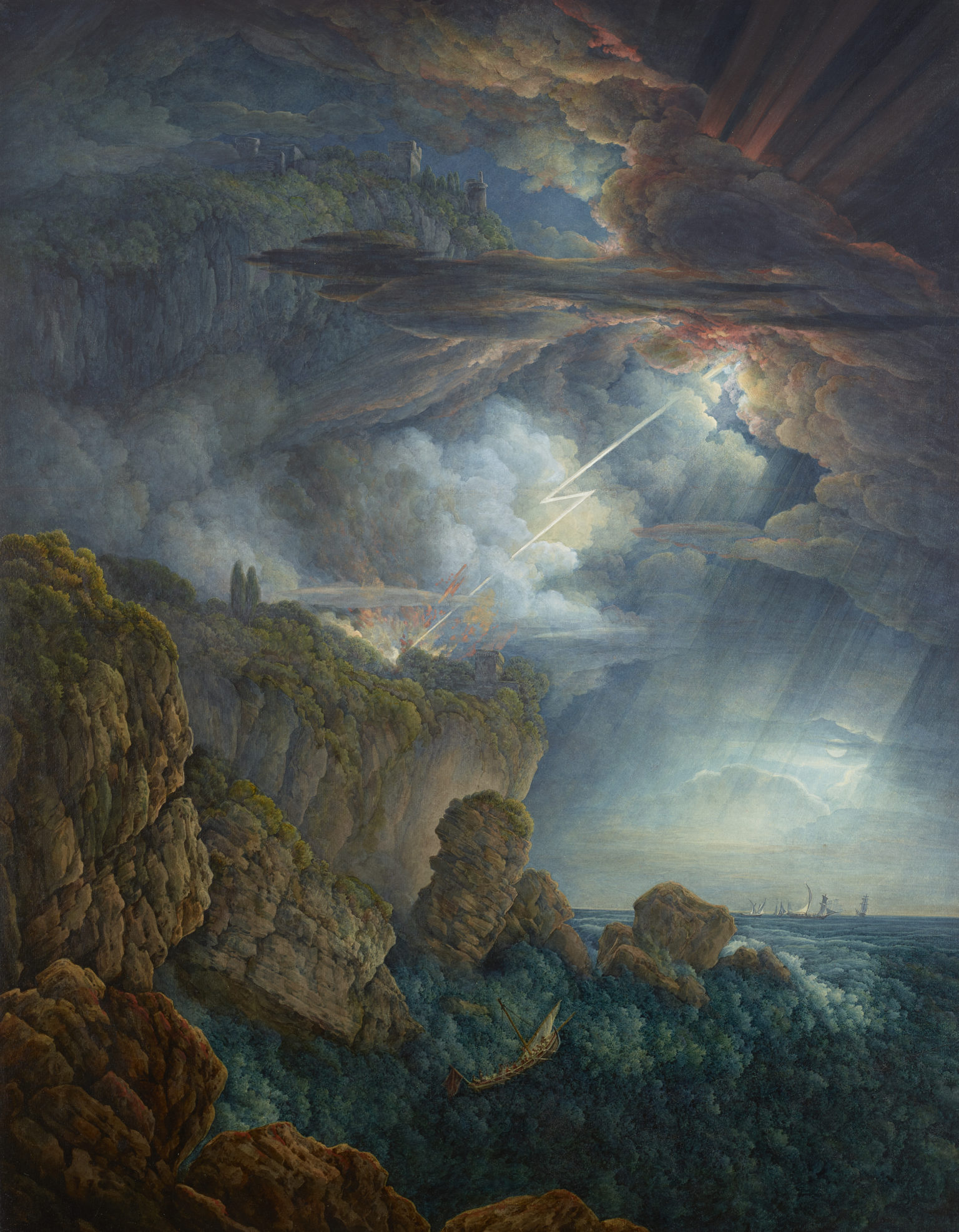
Orage nocturne à Cefalù, circa 1800–1805
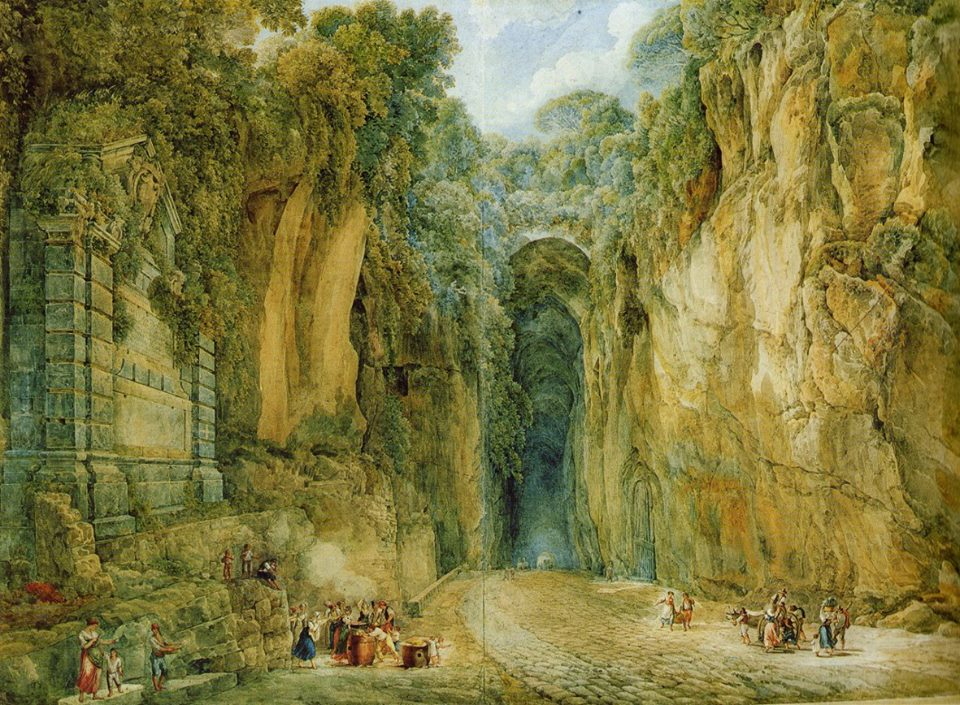
La Grotte du Pausilippe, 18. Jahrhundert

Werke von Charles Gleyre
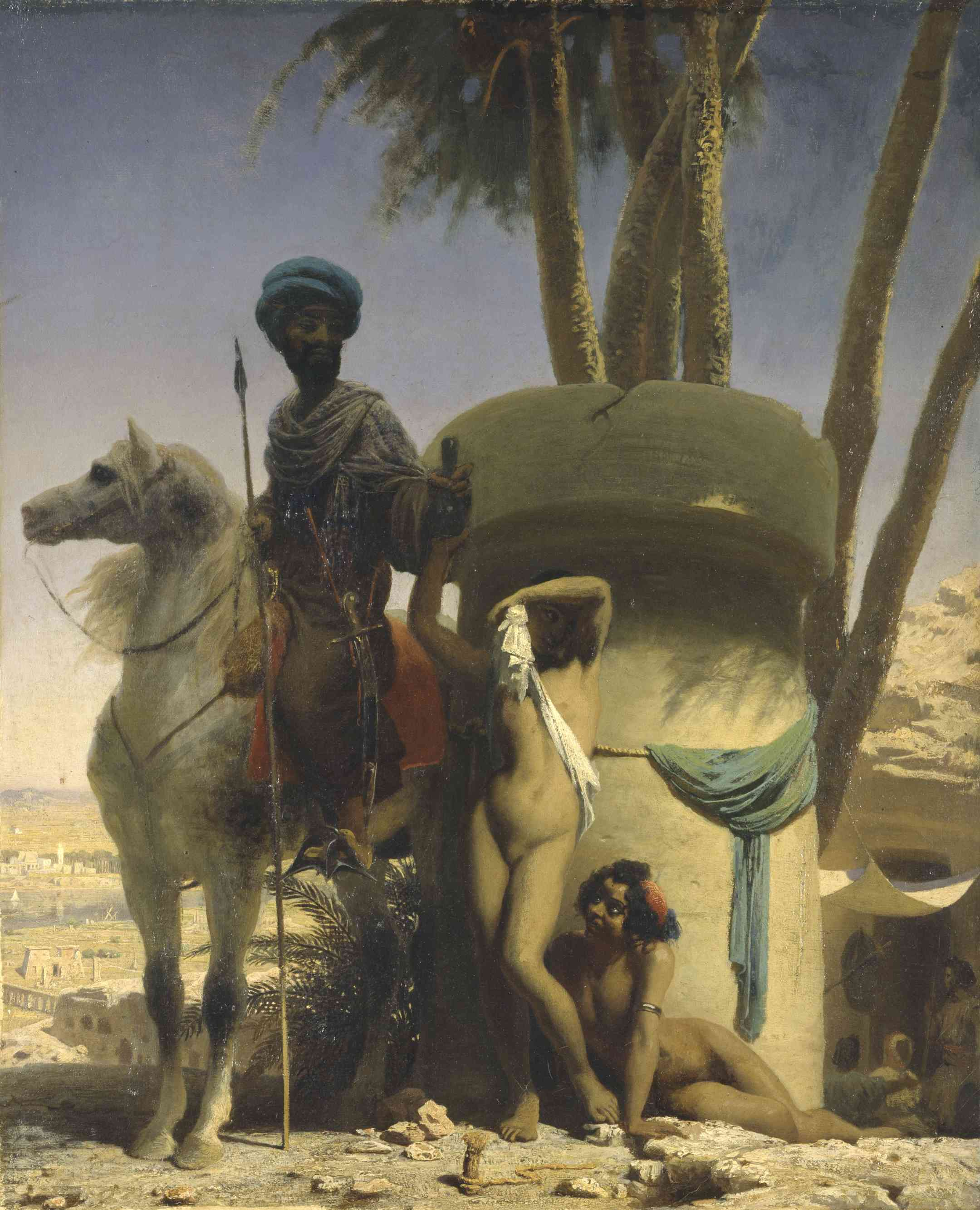
La Pudeur égyptienne, 1838
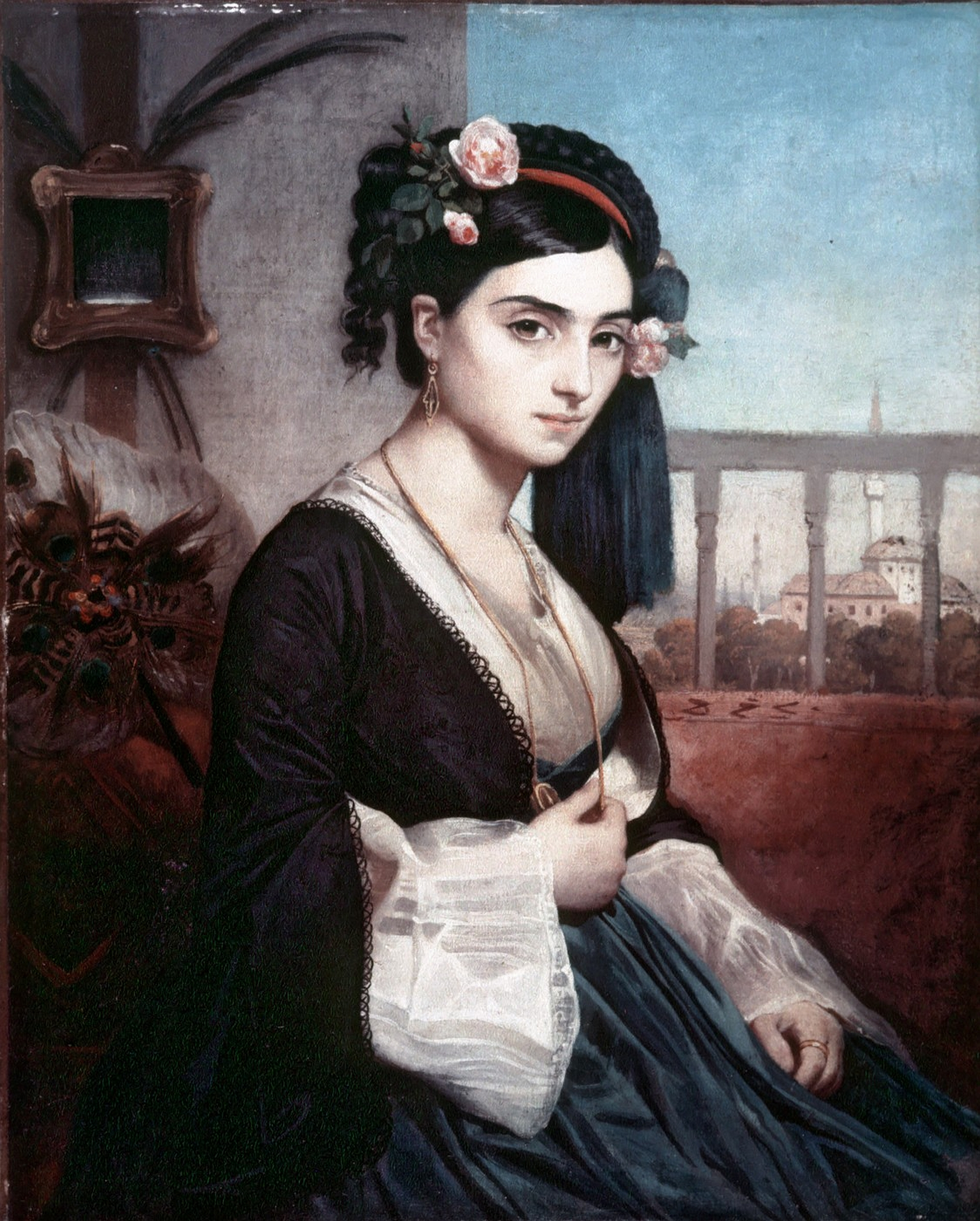
Femme turque (Dudo Narikos), 1840
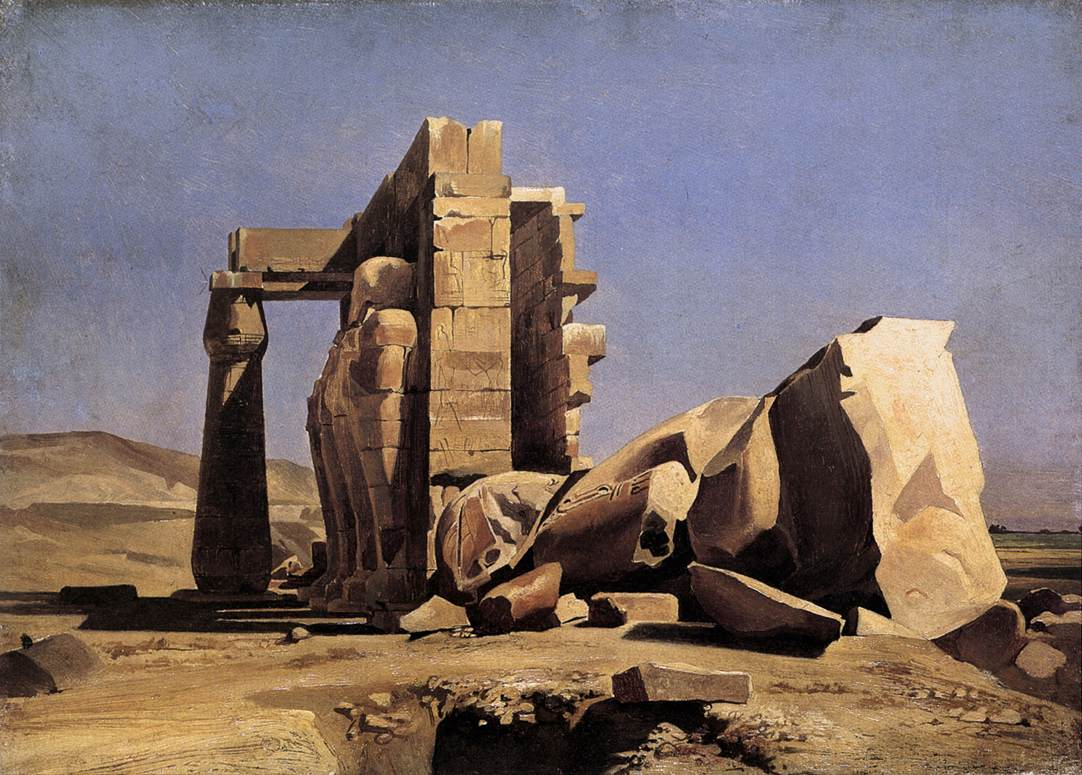
Temple égyptien, 1840
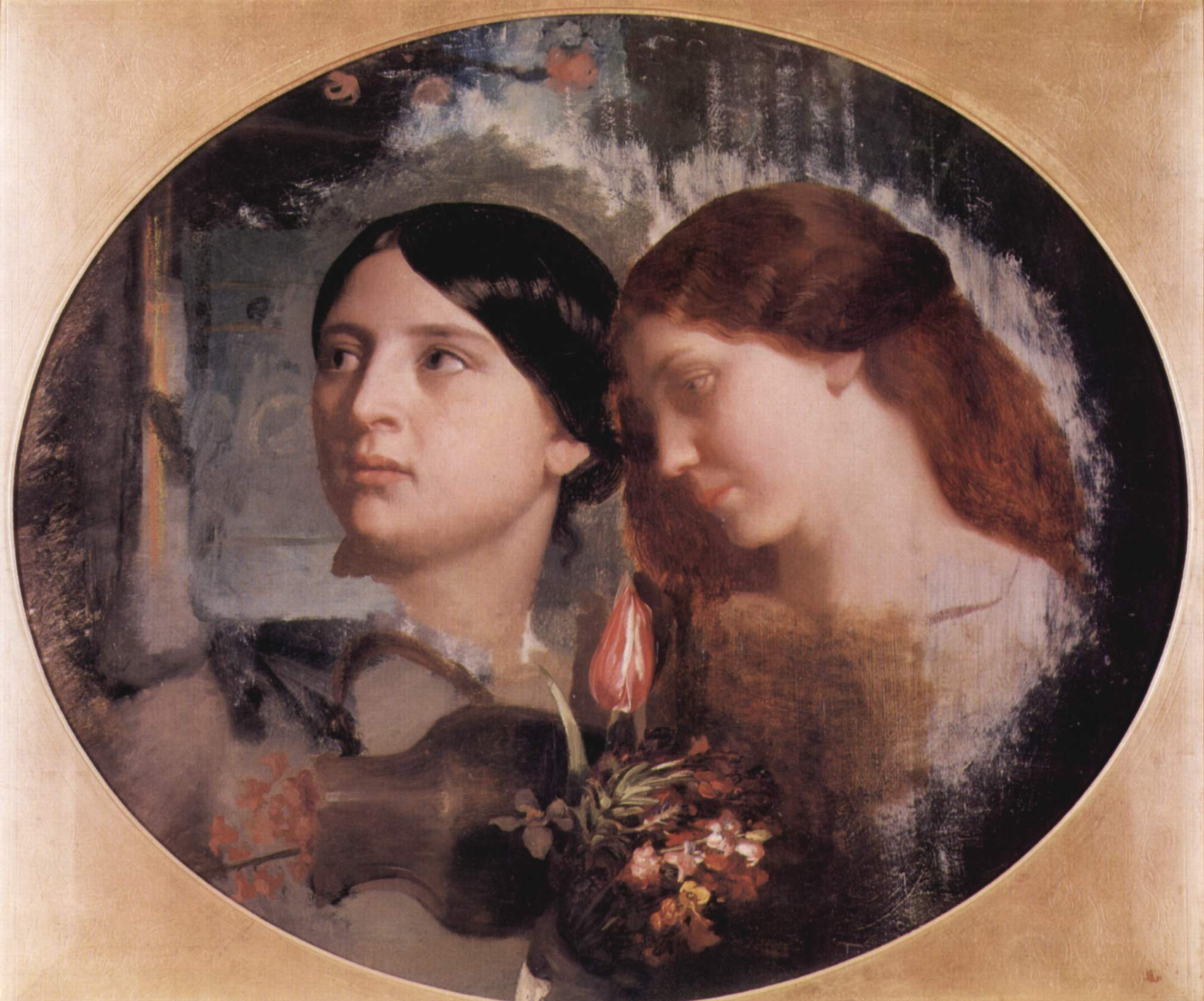
Zwei Frauen mit Blumenstrauss, 1850

Werke von Théophile-Alexandre Steinlen
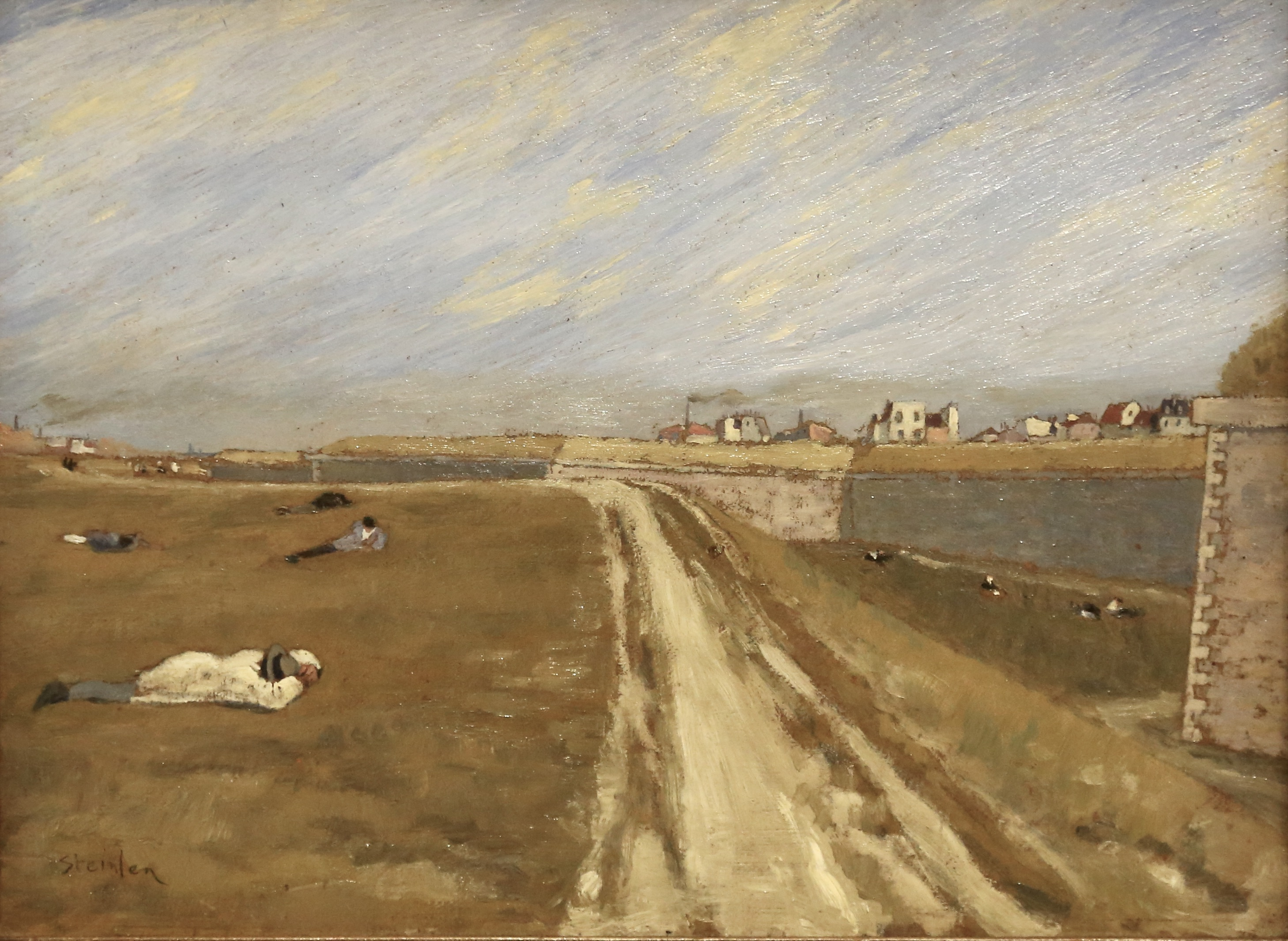
Fortifs, 1886
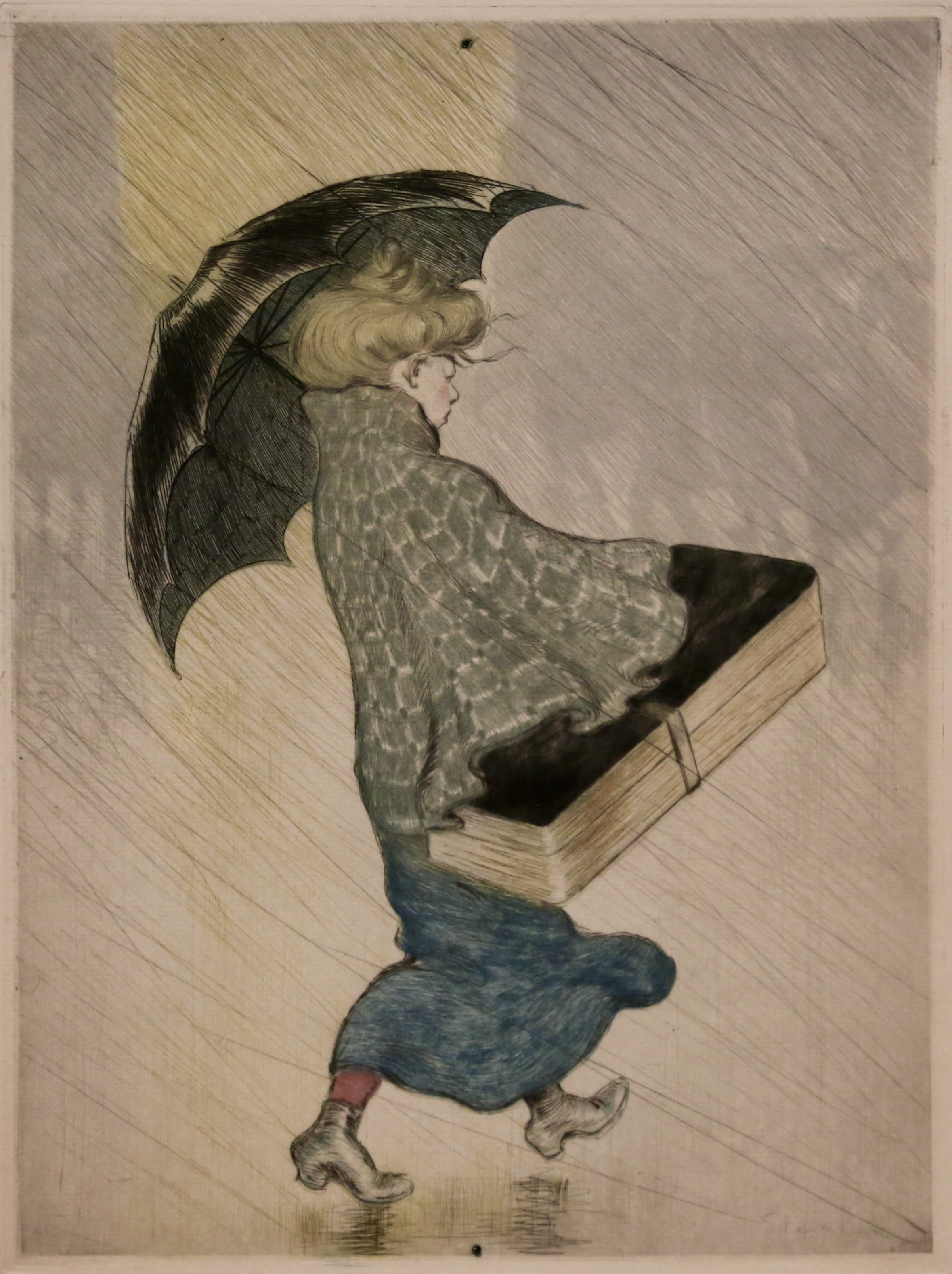
Trottin sous la pluie, 1898
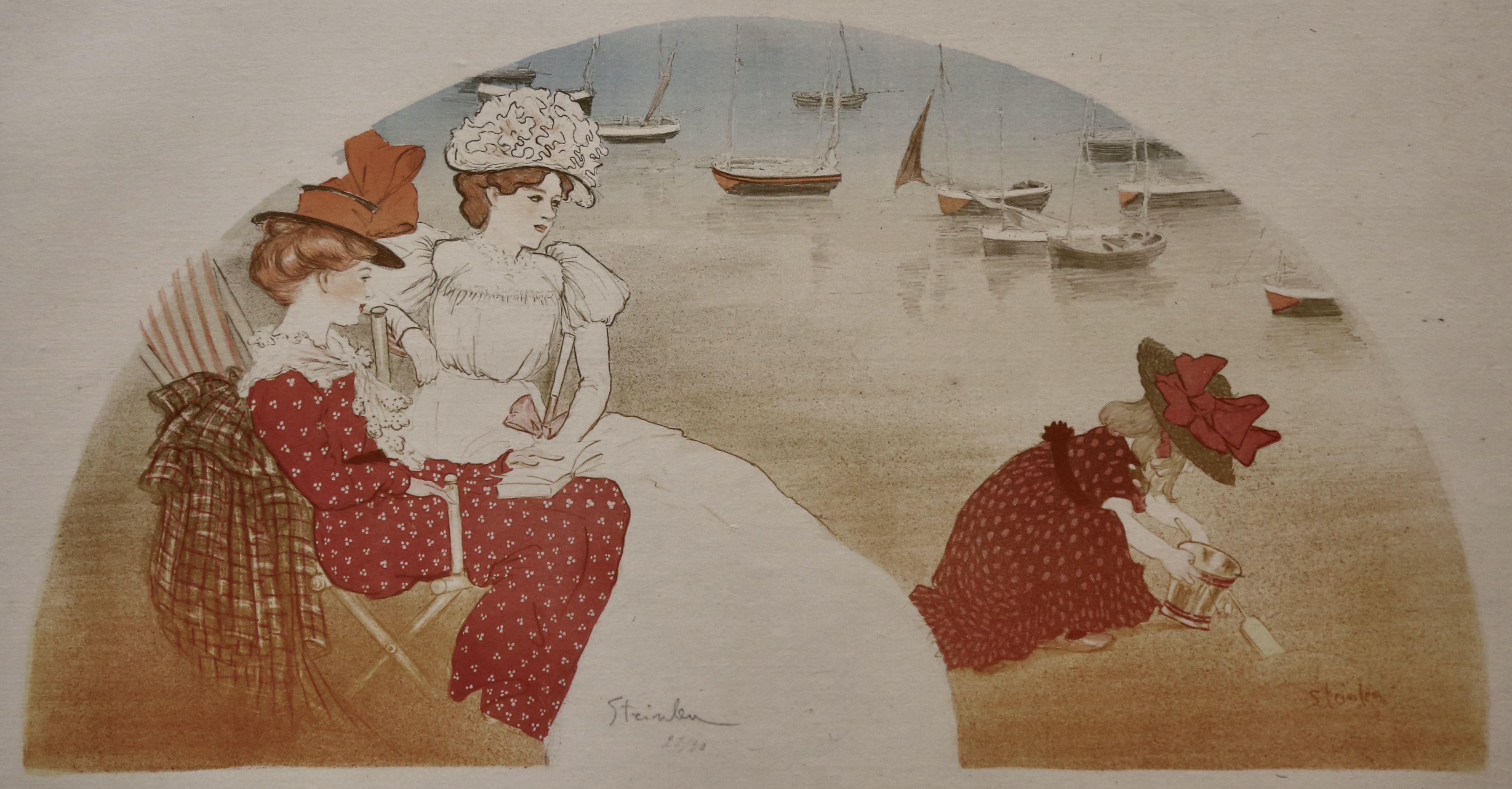
Sur la plage, 1900
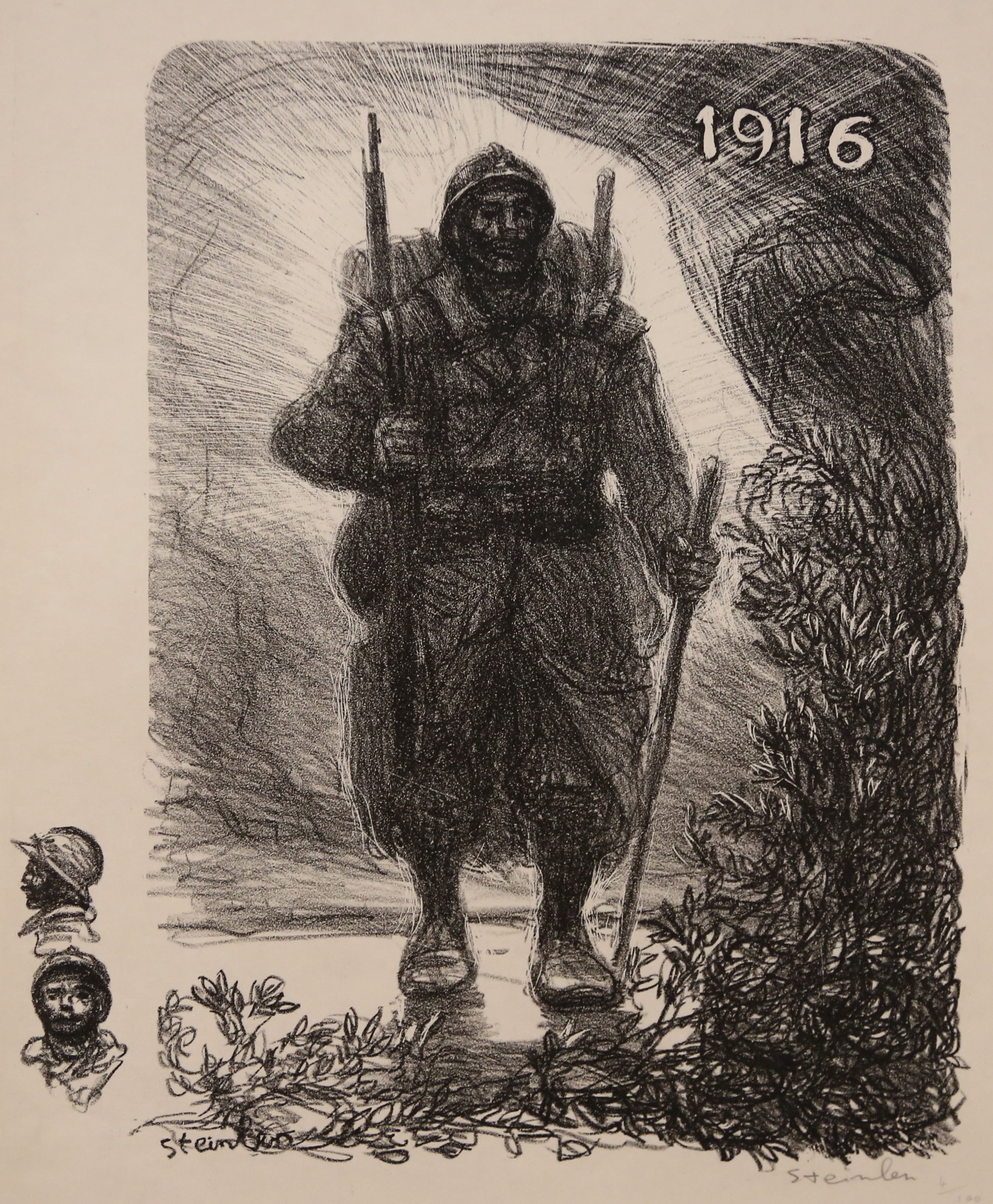
Der Soldat, 1916

Werke von Félix Vallotton
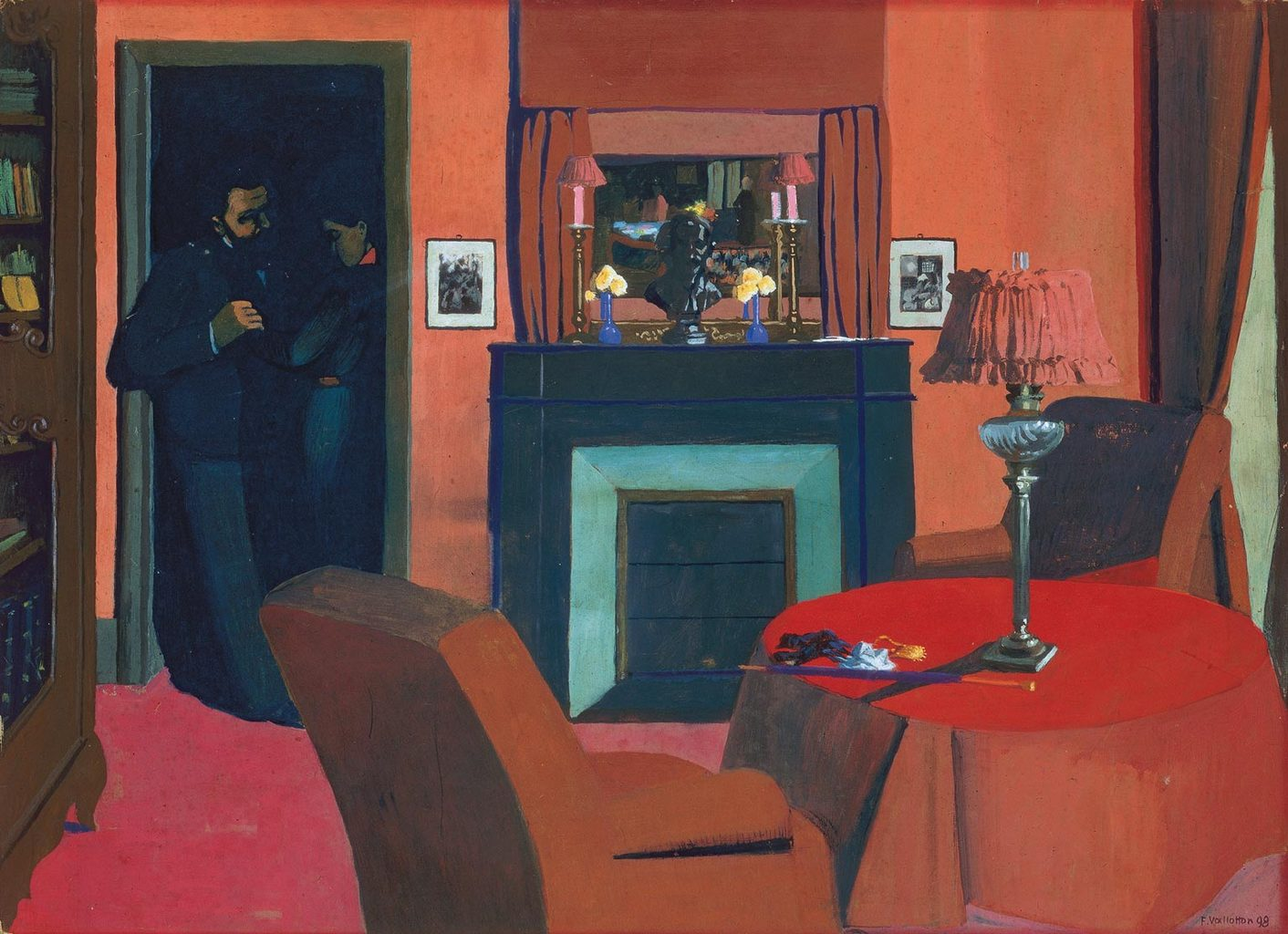
La chambre rouge, 1898
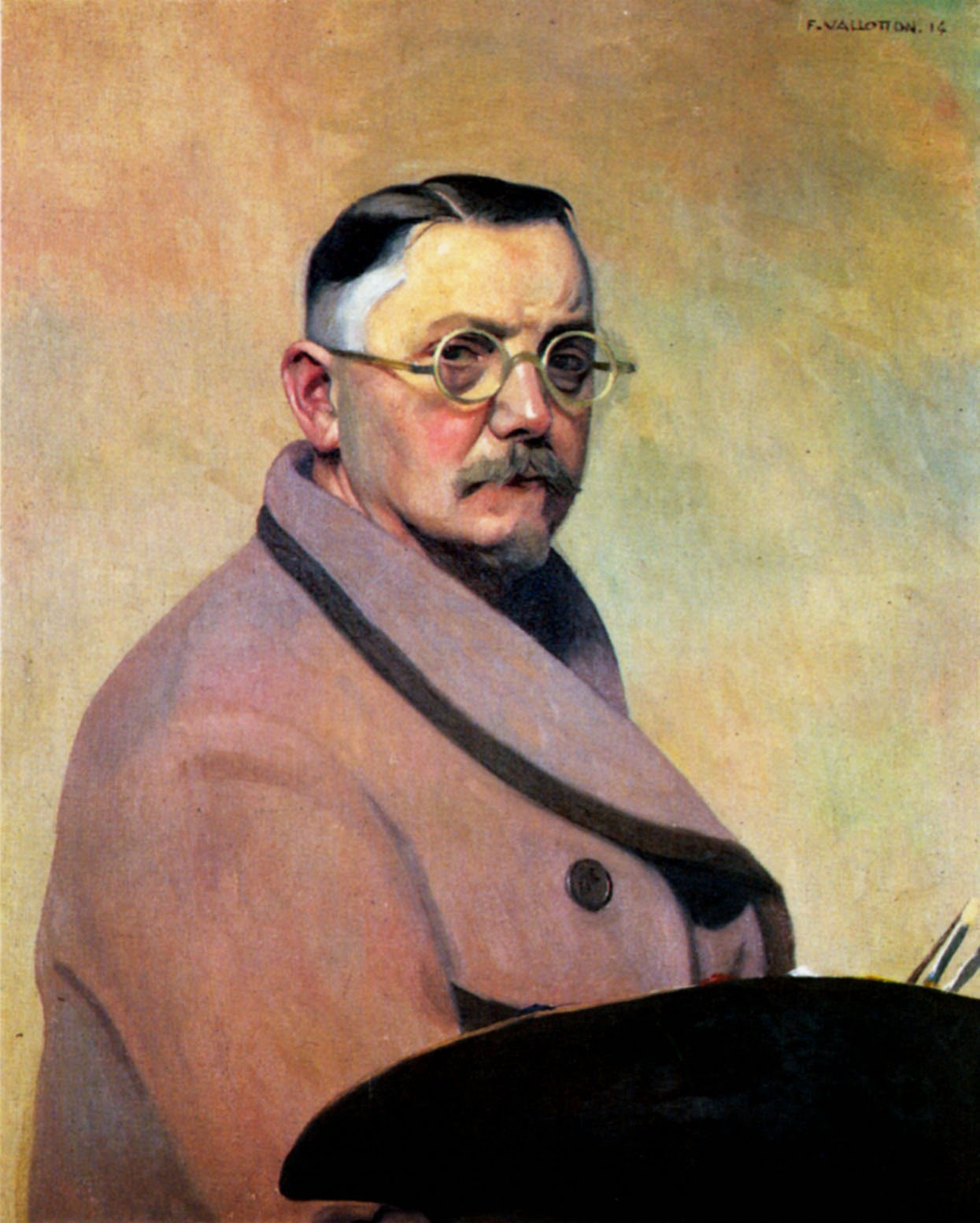
Autoportrait à la robe de chambre, 1914
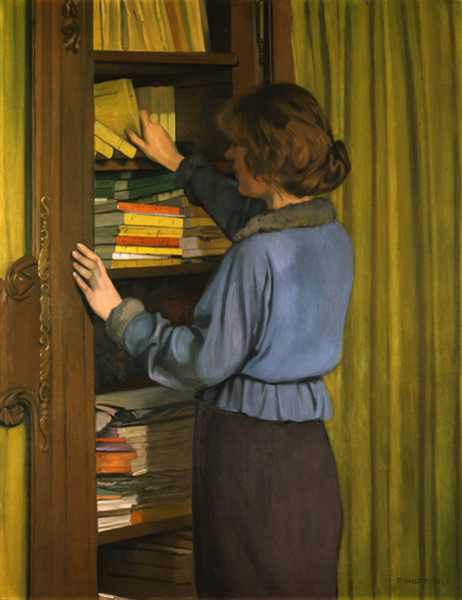
La bibliothèque, 1915
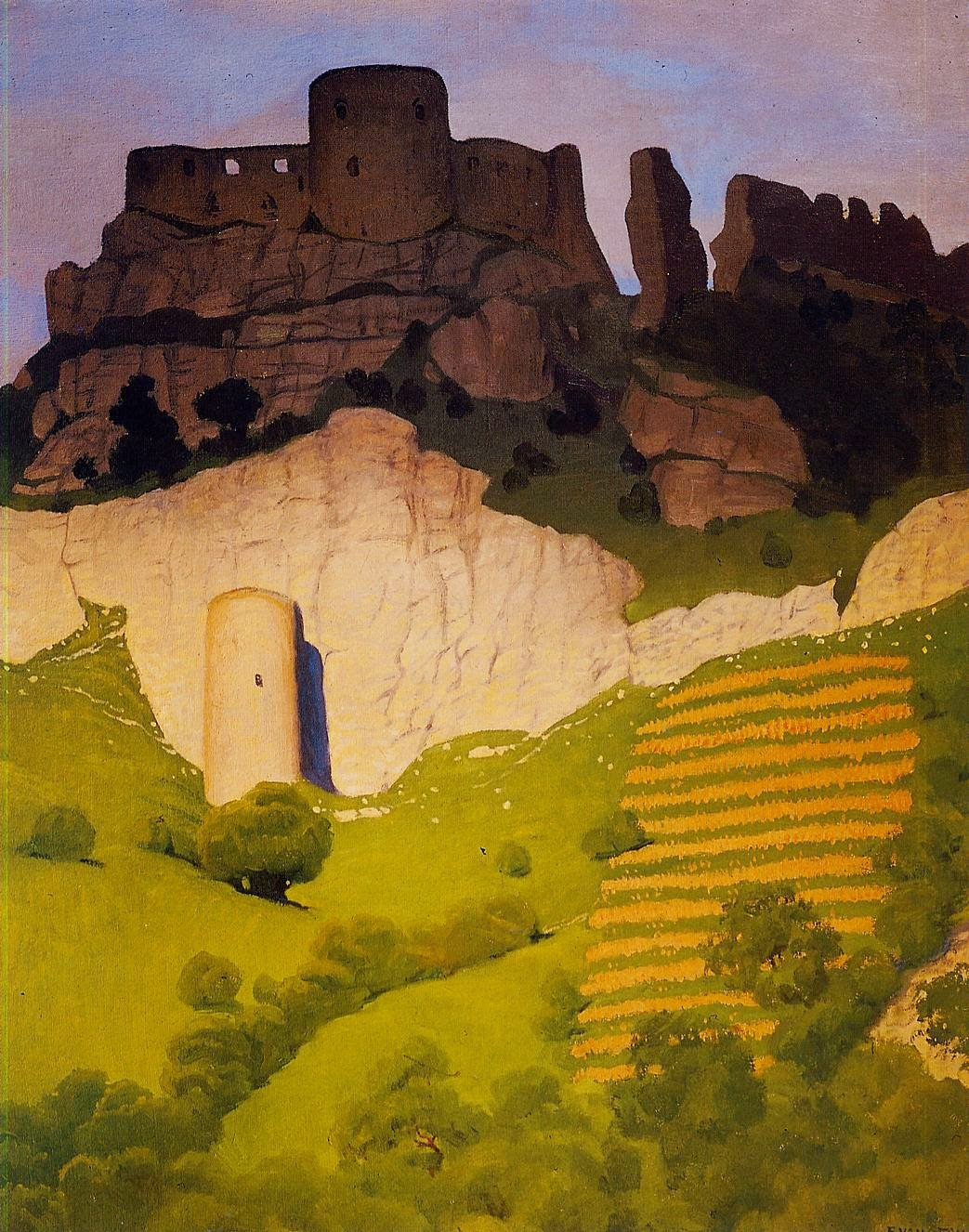
Château Gaillard aux Andelys, 1924

Werke von Alice Bailly
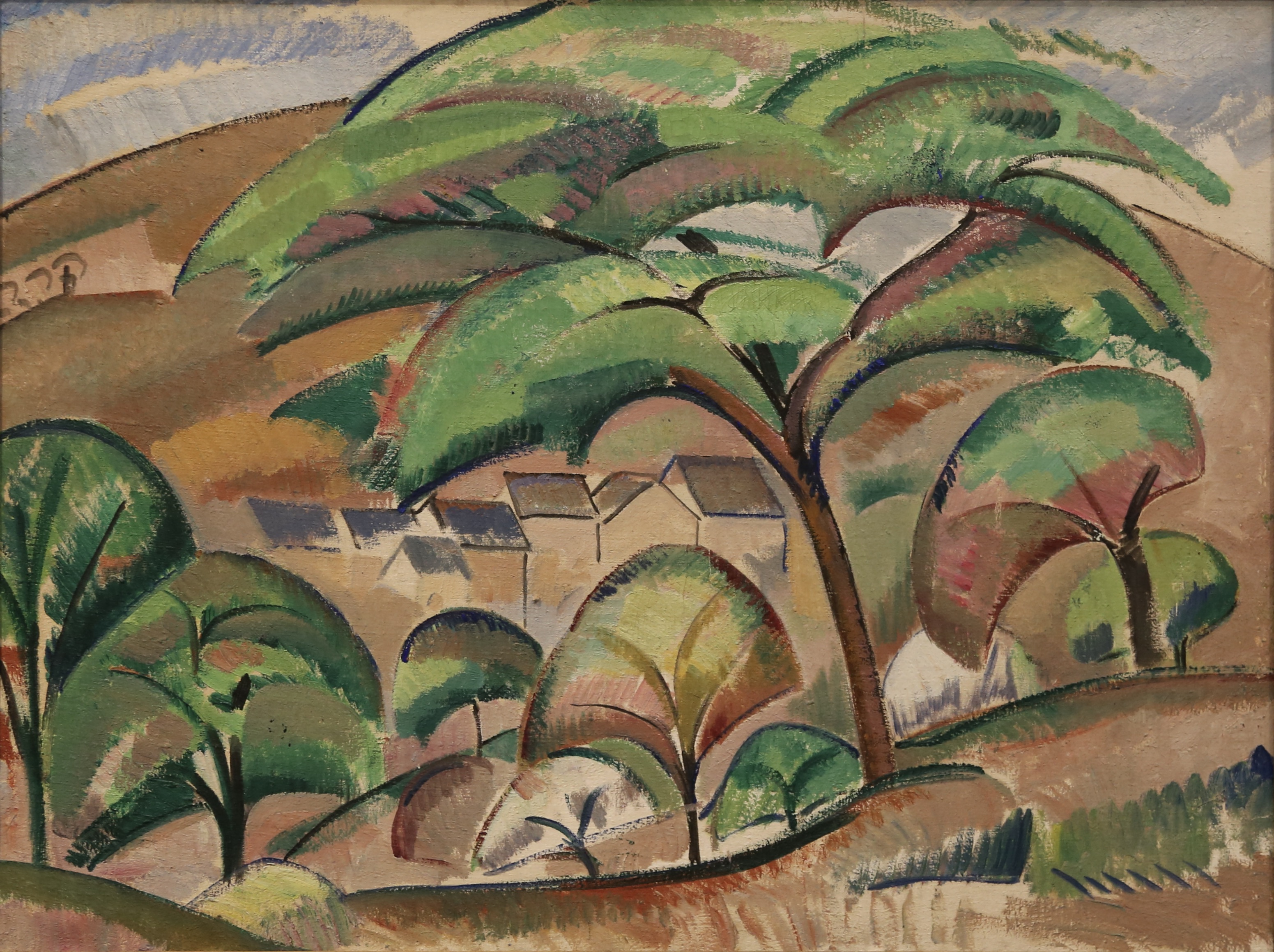
Printemps à Orsay I oder L'arbre vert de l'année, 1912
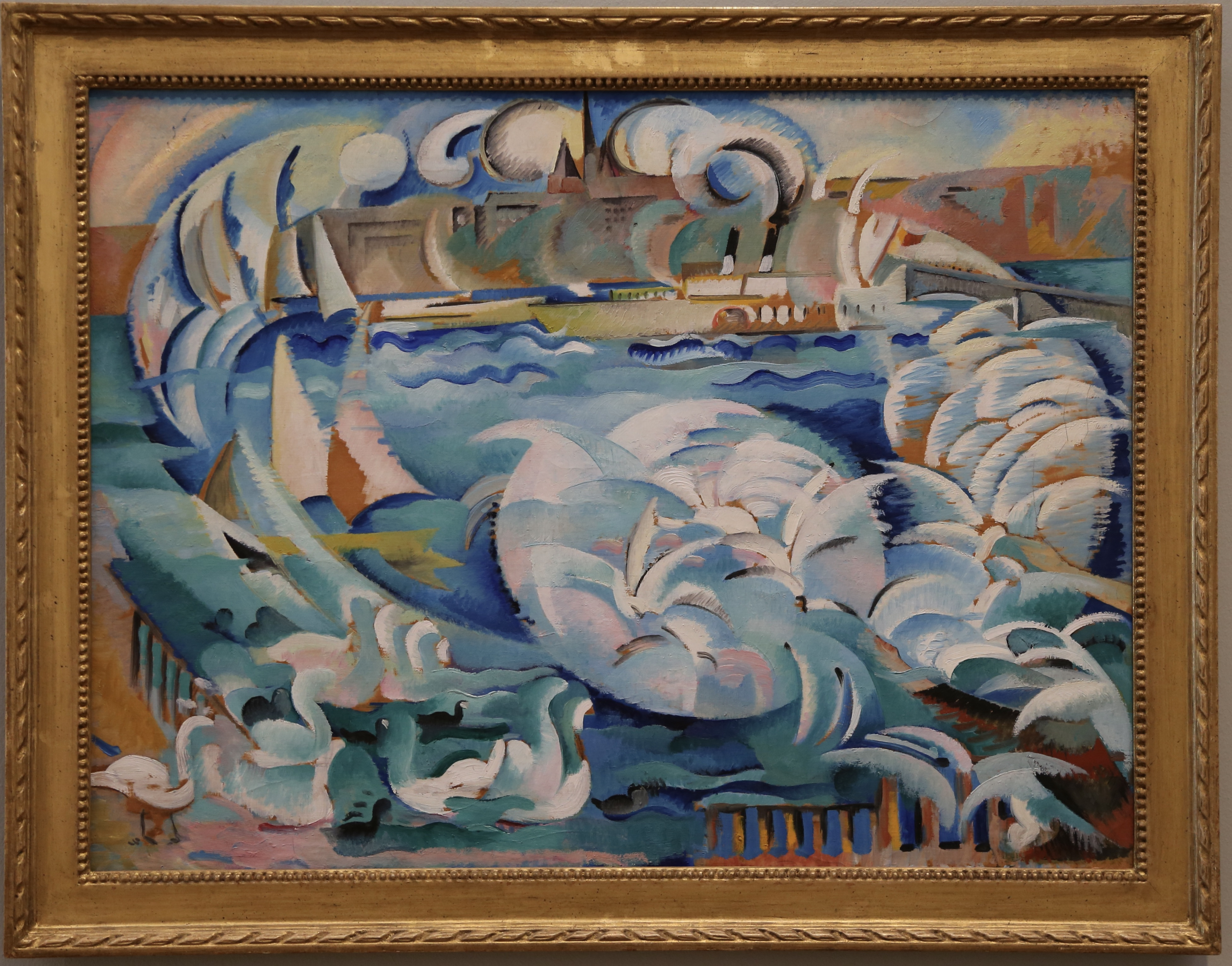
Rade de Genève oder Vol de mouettes, 1915
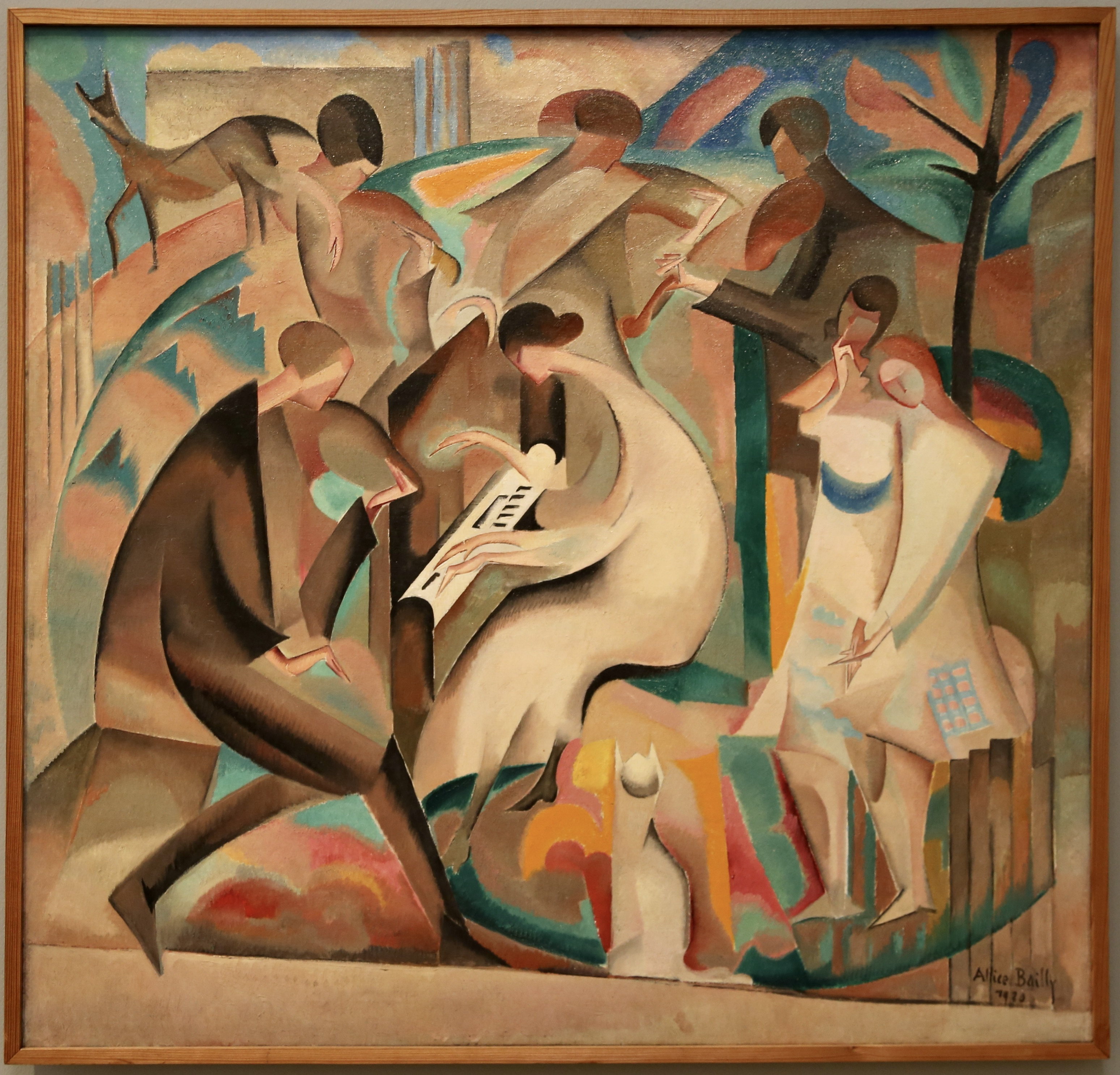
Le concert dans le jardin, 1920
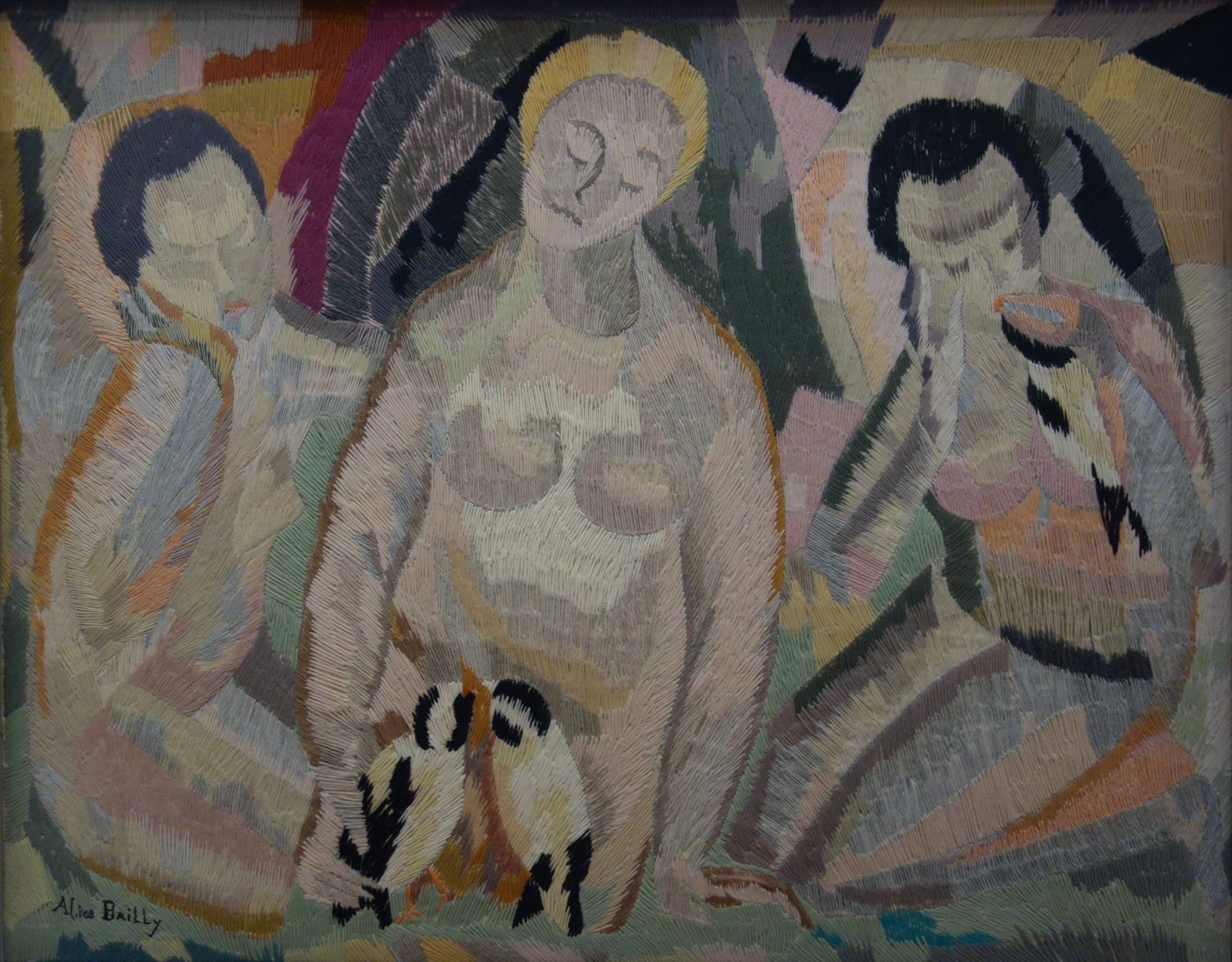
Baigneuses aux oiseaux, 1922

## Deposita der Sammlung Gottfried Keller-Stiftung (Auswahl)
Wie vielen anderen Schweizer Kunstmuseen ebenso, wurden auch dem MCBA zahlreiche Meisterwerke der von Lydia Welti-Escher ins Leben gerufenen Gottfried Keller-Stiftung als Dauerleihgaben anvertraut.

Auswahl
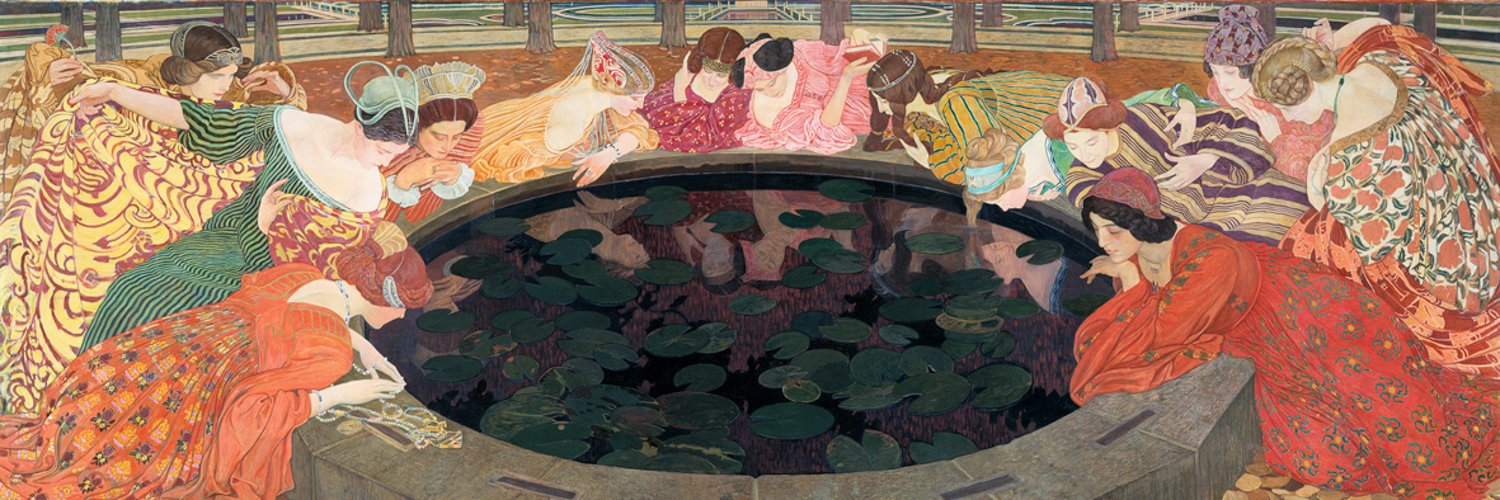
Ernest Biéler: L’eau mystérieuse, deutsch: Das geheimnisvolle Wasser, 1911, Depositum Gottfried Keller-Stiftung, Inventarnummer GKS512
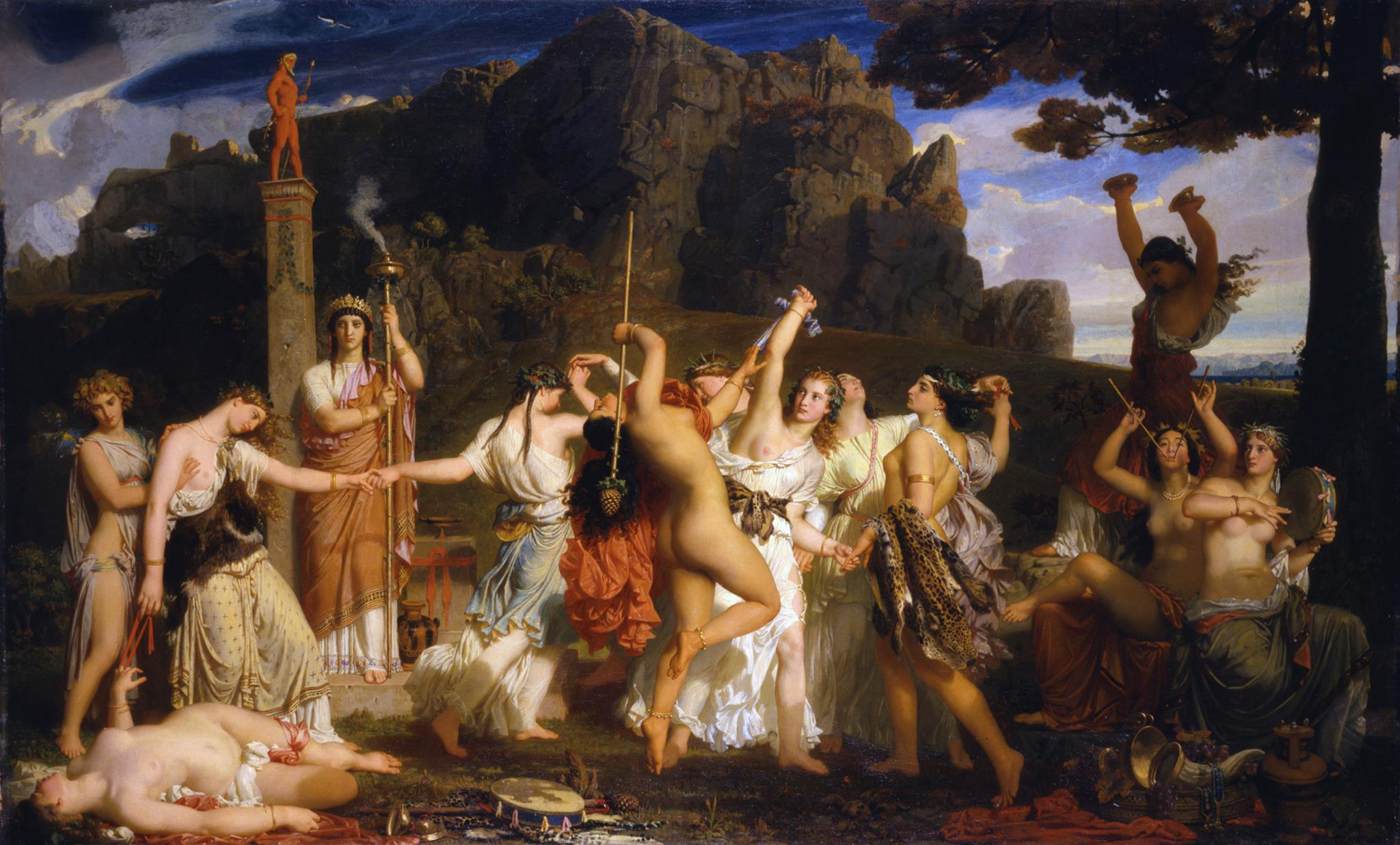
Charles Gleyre: La Danse des bacchantes, 1849, Depositum der Gottfried Keller-Stiftung, Inventarnummer GKS1251
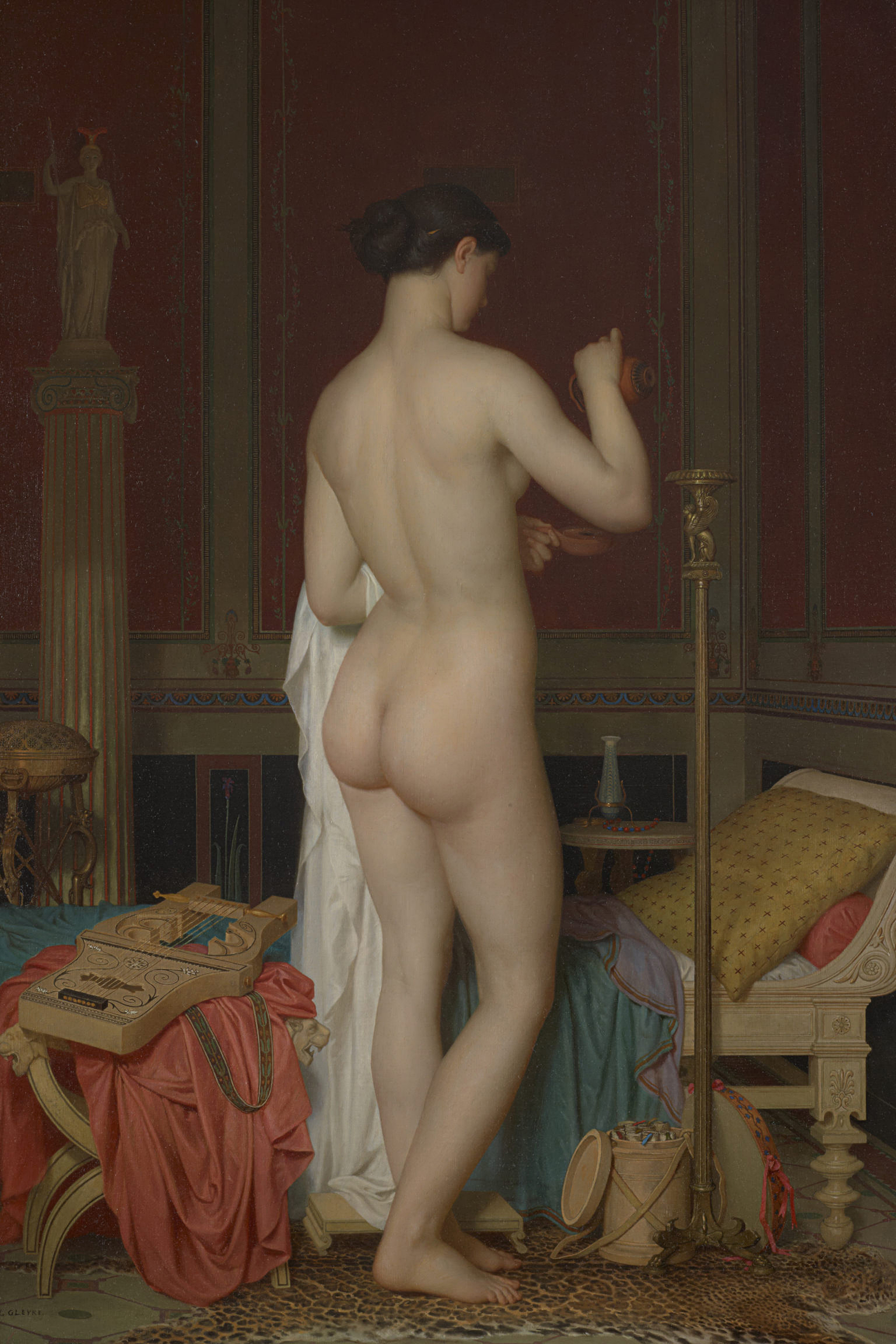
Charles Gleyre: Jeune fille dans un intérieur pompéien. Sappho, deutsch: Junge Frau in pompejanischem Interieur. Sappho, 1867, Inventarnummer GKS475
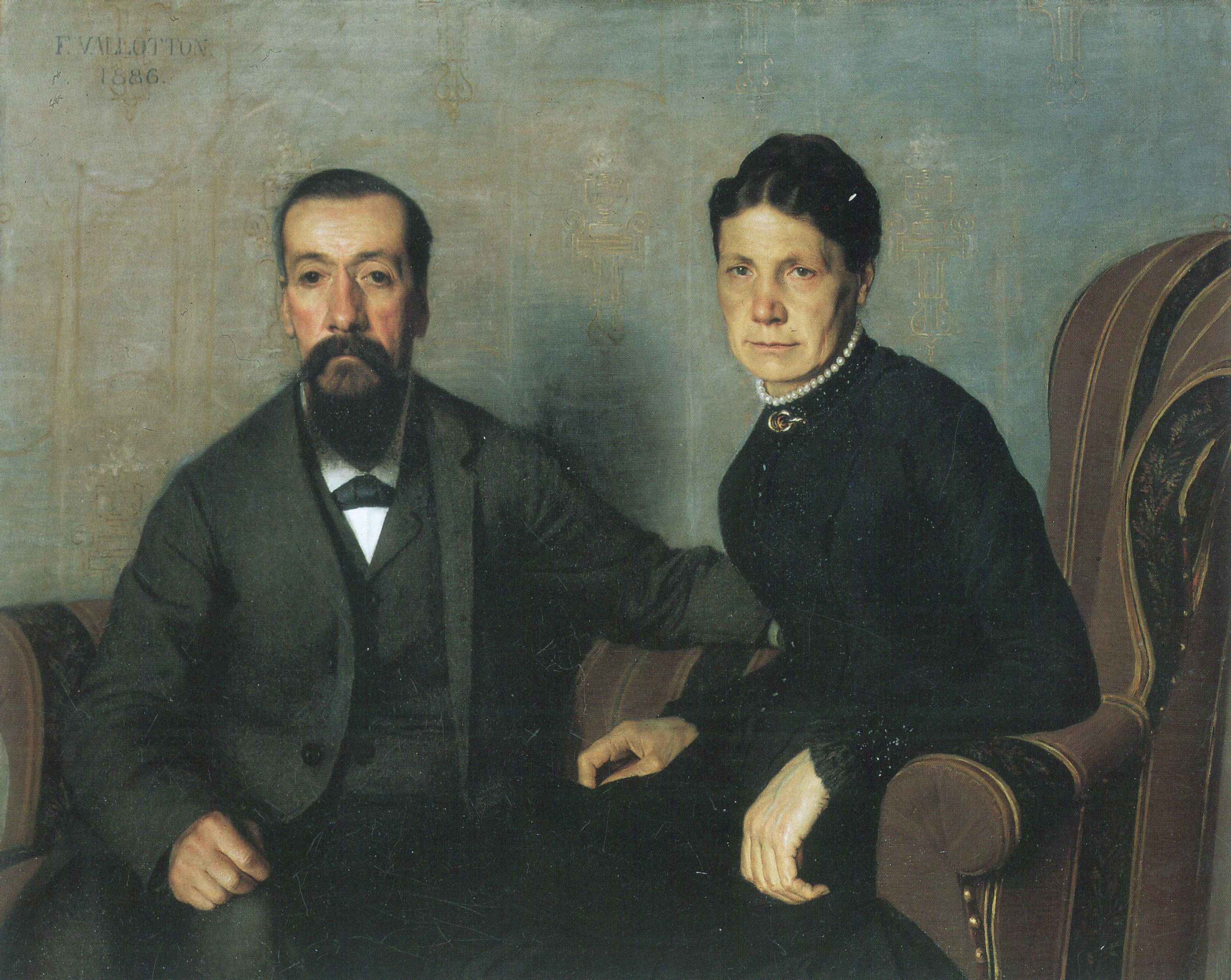
Félix Vallotton: Portrait des parents de l'artiste, deutsch: Porträt der Eltern des Künstlers, 1886, Depositum der Gottfried Keller-Stiftung, Inventarnummer GKS667
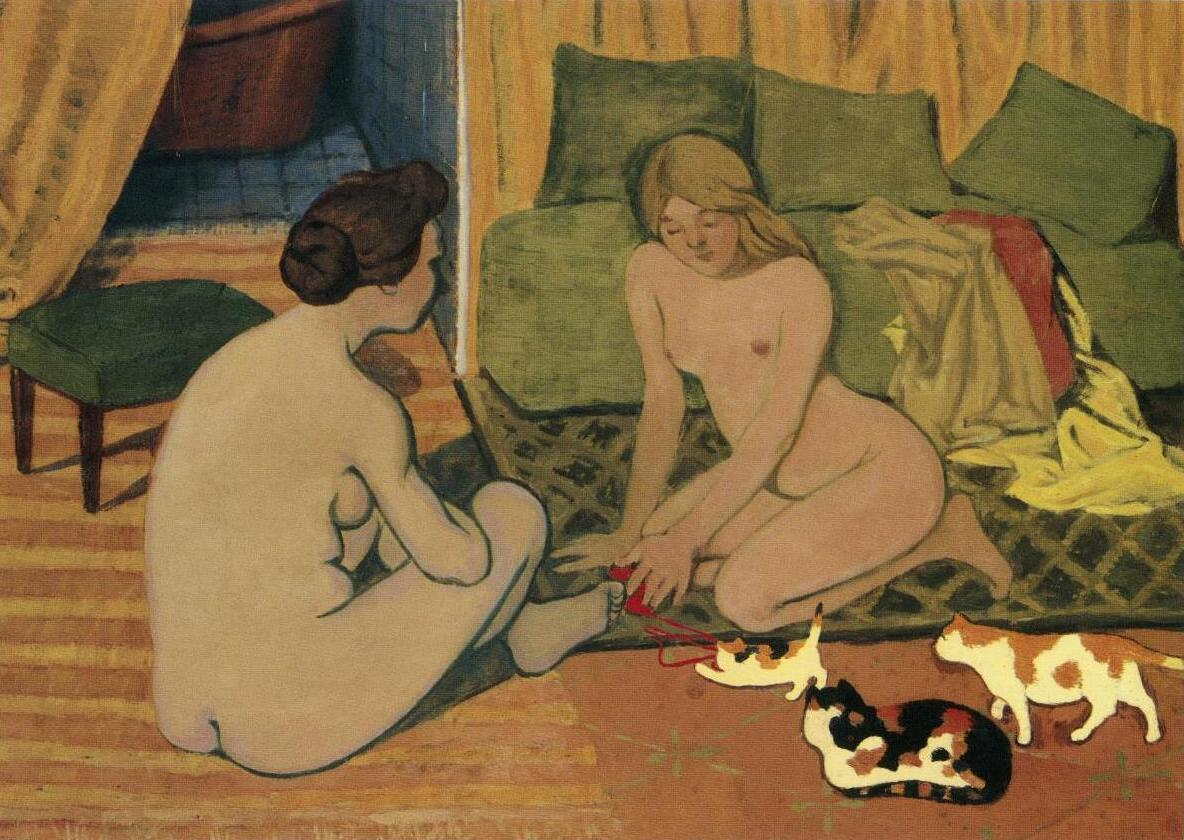
Félix Vallotton: Nackte Frauen und Katzen, 1896–1898, Depositum der Gottfried Keller-Stiftung, Inventarnummer GKS1286
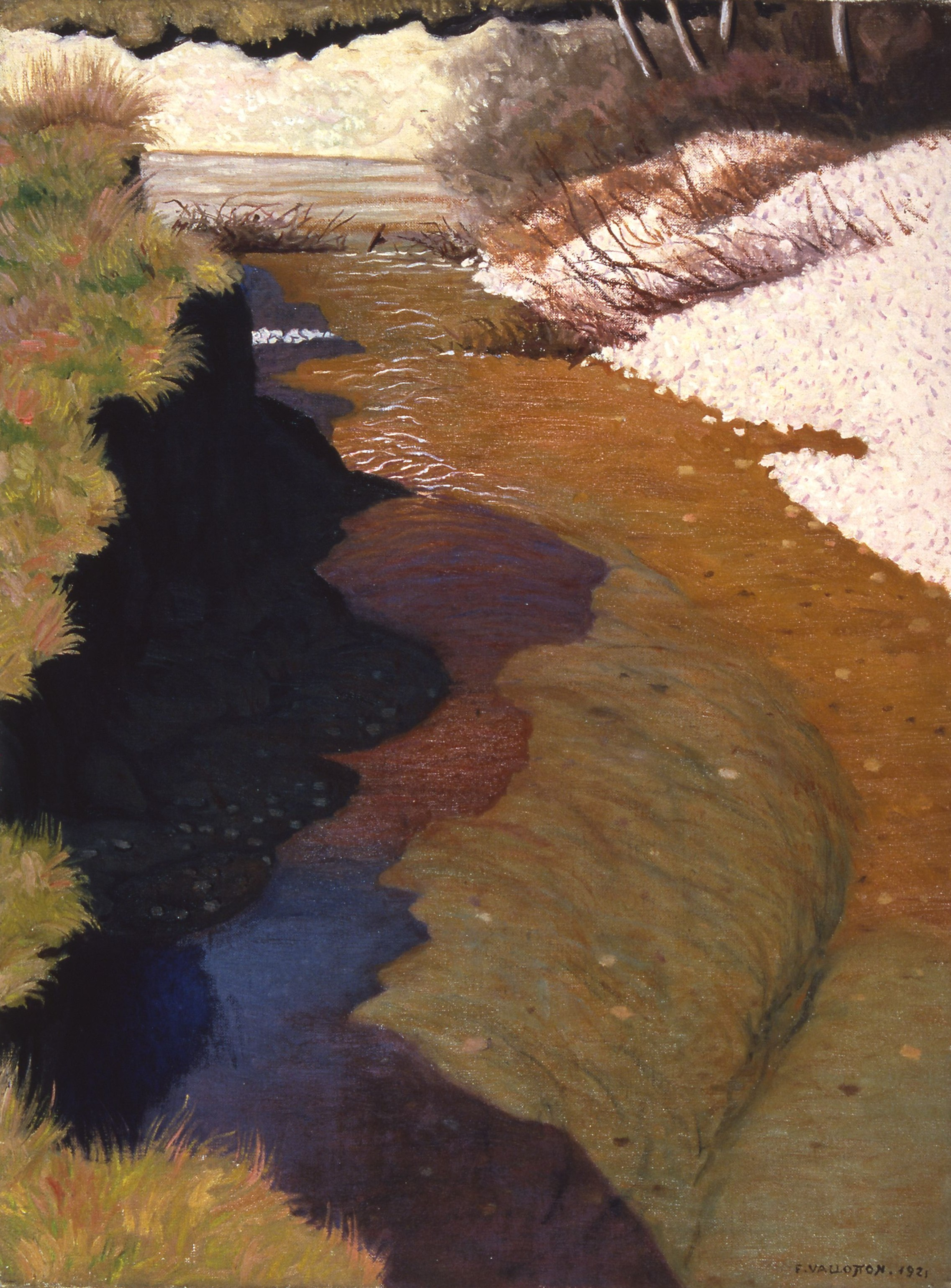
Félix Vallotton: Kavalierperspektive der Cagne, 1921, Depositum der Gottfried Keller-Stiftung, Inventarnummer GKS989
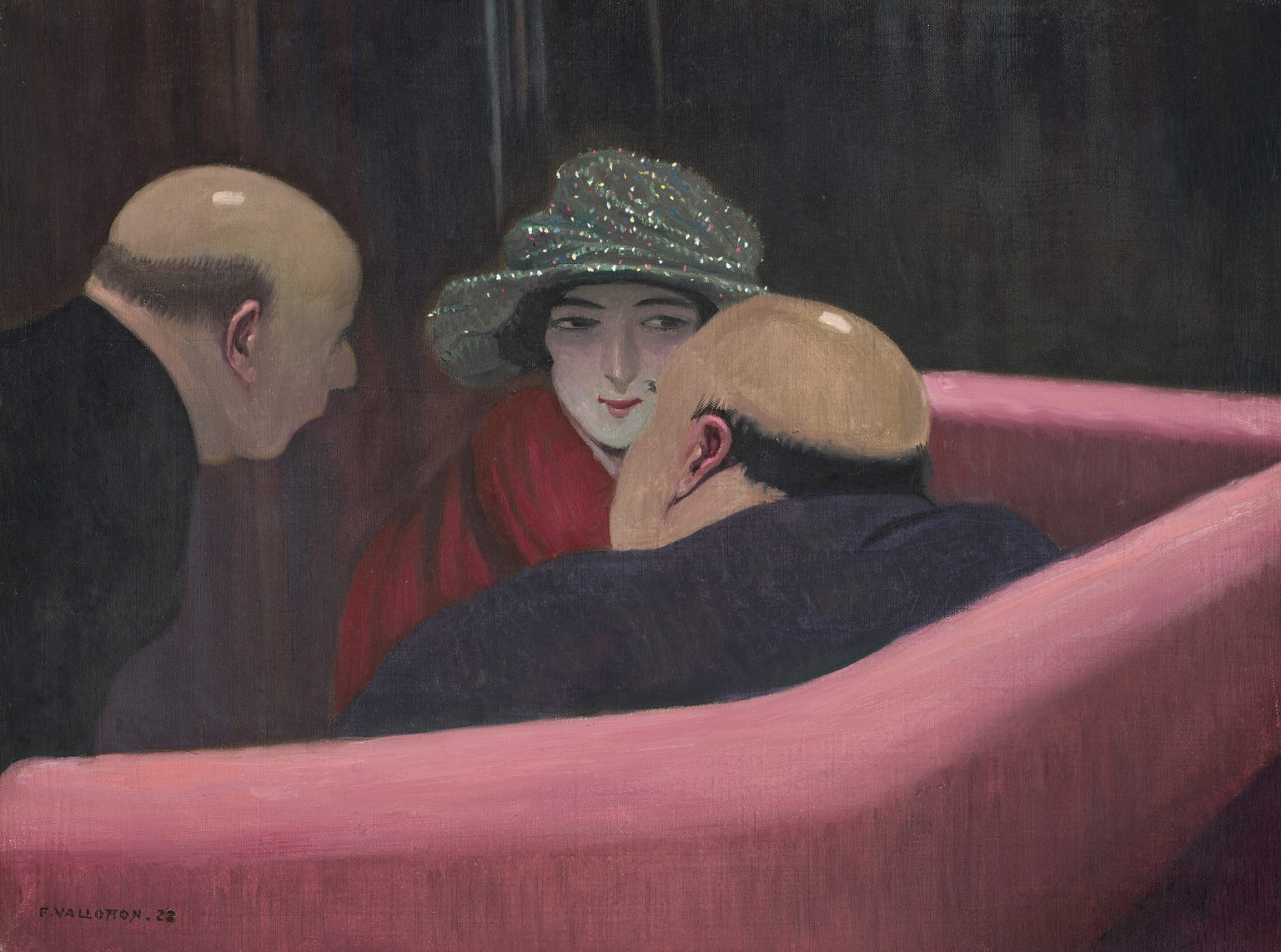
Félix Vallotton: Die keusche Susanna, 1922, Depositum der Gottfried Keller-Stiftung, Inventarnummer GKS1240

## Ausstellungen
Das Kantonale Museum der schönen Künste präsentiert seine Sammlungsbestände und organisiert temporäre Ausstellungen, mehrere pro Jahr. Der erste Salon International des Galeries Pilotes du Monde fand 1963 statt (unter den Künstlern waren Philippe Morisson und Georges Romathier). Seit 2002 vereint die Ausstellung Accrochages jeden Winter die Werke zeitgenössischer Künstler, die im Kanton Waadt leben oder arbeiten. Eine Ad-hoc-Jury, die jedes Jahr anders zusammengesetzt ist, wählt rund fünfzig Werke zur freien Präsentation aus. Unter den Laureaten sind zeitgenössische Schweizer Künstler wie Robert Ireland, Bernard Voïta, Yves Mettler, David Hominal, Anne-Julie Raccoursier, Jean Crotti, Elisabeth Llach, Pauline Boudry, Luc Aubort und Lukas Beyeler.
- 2023–2024 Immersion. Les origines: 1949–1969, 4. November 2023 bis 3. März 2024.[25][26]

## Direktoren
- 1841–1844: Marc-Louis Arlaud

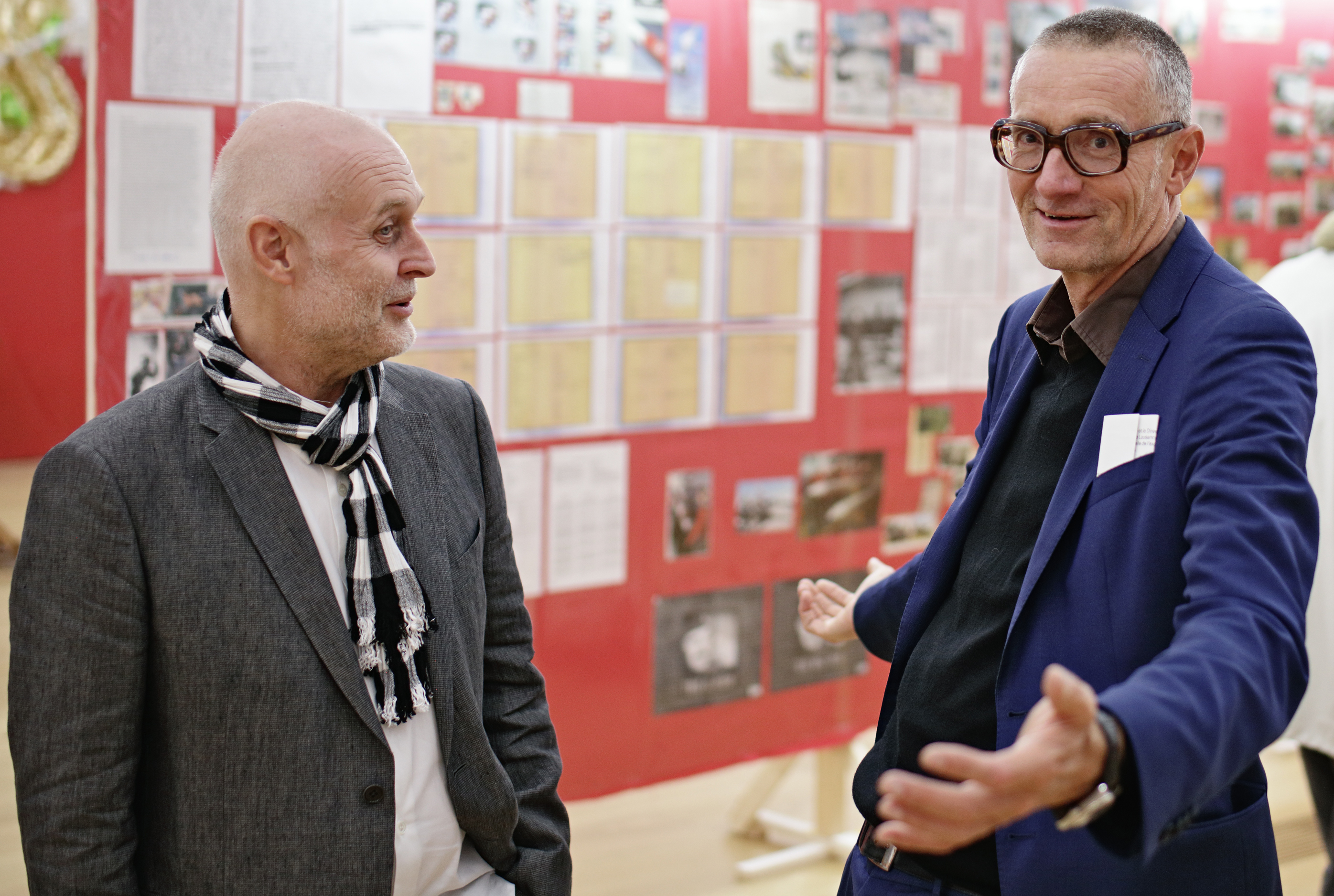
Thomas Hirschhorn und Bernard Fibicher, Swiss Army Knife, 2019

- 1844–1856: Jean-Samson Guignard, Charles Lardy, Auguste Piot
- 1856–1868: Godefroy de Blonay
- 1868–1886: Léon de La Cressonnière
- 1894–1935: Émile Bonjour
- 1935–1951: Jean Descoullayes
- 1951–1962: Ernest Manganel
- 1962–1981: René Berger
- 1981–1991: Erika Billeter
- 1991–2001: Jörg Zutter
- 2001–2006: Yves Aupetitallot
- 2006–2007: Catherine Lepdor (a. i.)
- 2007–2022: Bernard Fibicher[27]
- Seit 1. Juli 2022 Juri Steiner[28]